# Stefano Vukčić Kosača
Stefano Vukčić Kosača (in bosniaco Stjepan Vukčić Kosača; Goražde, 1404 – Herceg Novi, 22 maggio 1466) fu un potente nobile bosniaco politicamente attivo dal 1435 al 1466, ovvero negli ultimi tre decenni di esistenza del regno di Bosnia.
Durante tale periodo storico, tre sovrani salirono al trono bosniaco, ovvero Tvrtko II, Tommaso, Stefano Tomašević e l'anti-re Radivoj  (fratello maggiore di re Tommaso) prima che il paese sperimentasse la conquista ottomana.
Figlio dello knez di Drina, Vukac Hranić e di Caterina, la cui ascendenza resta sconosciuta, Stefano nacque forse nel 1404. Il padre di Stefano possedeva dei feudi nella regione dell'Alta Drina. Stefano discendeva dalla nobile famiglia dei Kosača e ne divenne capo nel 1435, succedendo allo zio, il duca Sandalj, come duca di Zaclumia e granduca di Bosnia. Stefano influenzò lo sviluppo del tardo Stato medievale bosniaco più di qualsiasi altra persona della sua epoca.
Il nobile sostenne Radivoj nella linea di successione al trono bosniaco e si rifiutò di riconoscere l'ascesa di re Tommaso, generando una serie di guerre civili nel regno. In questo periodo, Stefano aggiunse il titolo di herzog (in serbo croato herceg) al proprio titolo. In cerca di supporto, si schierò prima con l'impero ottomano, poi con la corona d'Aragona e di nuovo con l'impero ottomano. Il matrimonio di re Tommaso con la figlia di Stefano, Caterina di Bosnia, ripristinò temporaneamente la pace, ma con la morte di re Tommaso e l'ascesa al trono bosniaco di suo figlio ed erede Stefano Tomašević, tornò a imperare la tranquillità e si giunse a una riconciliazione. Ciò garantì il pieno sostegno della nobiltà, incluso l'herceg Stefano, al re e la lealtà al regno, che stava fronteggiando l'avanzata degli ottomani. Al titolo di herceg adottato da Stefano si deve l'origine del nome dell'Erzegovina (in serbo croato Hercegovina), già utilizzato il 1° febbraio 1454 in una lettera del comandante ottomano Esebeg scritta a Skopje. Nel 1470, l'Erzegovina fu separata dal sangiaccato di Bosnia e riorganizzata nel sangiaccato di Erzegovina, il cui centro principale corrispondeva a Foča. Il nome continua tuttora a definire lo Stato moderno, la cui designazione ufficiale è appunto Bosnia ed Erzegovina. La città di Herceg Novi, nell'attuale Montenegro, fu fondata da Tvrtko I di Bosnia con il nome di Sveti Stefan e passò in seguito ai Kosača, divenendone la propria località di residenza nei mesi invernali. Grosso modo nello stesso frangente storico, la città fu nuovamente rinominata aggiungendo il titolo di Stefano, quello di herceg (pronuncia serbo-croata del termine tedesco herzog), al nome Novi, che le conferì l'attuale nome di Herceg Novi, reso in italiano come Castelnuovo.

## Biografia

### Primi anni e ascesa

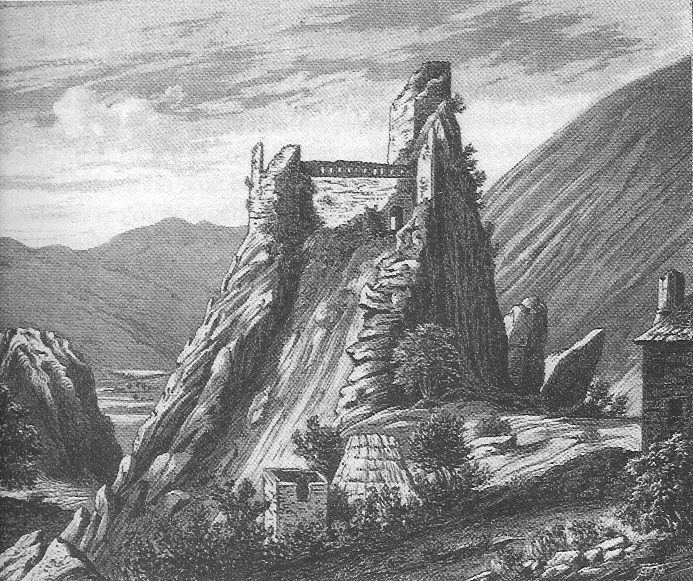
Il castello di Ključ, costruito da Sandalj, era il luogo di residenza preferita di Kosača, insieme a Blagaj e a Castelnuovo

Stefano Vukčić Kosača, nato probabilmente nel 1404, era il figlio dello knez di Drina Vukac Hranić Kosača e di sua moglie Caterina, i cui legami di parentela risultano sconosciuti. Le modeste terre ereditarie del padre di Stefano si trovavano nella regione dell'Alta Drina, situata nella parte orientale del regno di Bosnia. I propri possedimenti si concentravano attorno all'insediamento che deve il nome della famiglia tuttora impiegato, Kosače, e si trova vicino a Ilovača, nella župa di Osanica, circa 12 km a sud-ovest di Goražde.
Nei primi due decenni del XV secolo, dopo la morte del suo primo re Tvrtko I, il regno di Bosnia iniziò a svilupparsi in uno Stato meno centralizzato con tre potenti famiglie nobili: i Pavlović, i Vukčić e i Hranić. Queste famiglie avevano una notevole indipendenza nella conduzione dei propri affari politici ed economici e influenzarono la vita politica del regno al punto da avere un ruolo importante nell'ascesa e nella successione dei sovrani, compresa la direzione della politica estera. Durante tale frangente, tra il 1392 e il 1420, svariati monarchi salirono al trono bosniaco: Stefano Dabiša (1391-1395), Elena (1395-1398), Stefano Ostoja (1398-1404; 1409-1418), Tvrtko II (1404-1409) e Stefano Ostojić (1418-1420). Per decenni, l'unità del regno fu simboleggiata dalla corona bosniaca, posta sul capo del monarca di turno, e dalla Chiesa bosniaca, che godeva di una totale autonomia e non era sottoposta né alla Chiesa cattolica (che la riteneva scismatica ed eccessivamente vicina al bogomilismo) né a quella ortodossa. Verso la fine del secondo decennio del XV secolo, tuttavia, l'aristocrazia finì per divenire più potente della monarchia, in particolare una cerchia assai ristretta capeggiata dal granduca di Bosnia e zio di Stefano, Sandalj. Diversi dei re succedutisi al potere tentarono attivamente di ripristinare la supremazia della corona, talvolta con successo, talaltra invano.
Nel 1419, Sandalj, che non aveva figli, decise di nominare Stefano quale suo erede. Quando suo padre morì nel 1432, Stefano ereditò le sue terre nell'Alta Drina insieme al titolo di knez della regione; il 15 marzo 1435, invece, in concomitanza con la dipartita di Sandalj, il giovane nobile gli succedette appieno. Oltre ai titoli aristocratici di Sandalj, Stefano ereditò le terre di suo zio con ogni diritto e dovere che ne derivavano, oltre a situazioni spinose. Succedendo allo zio, Stefano divenne di fatto il più potente magnate della Bosnia.

#### Cittadinanza di Ragusa

Bandiera della Repubblica di Ragusa

Insieme al padre e agli zii Sandalj e Vuk, Stefano venne a contatto con l'élite della Repubblica di Ragusa, una realtà marittima che si sviluppava perlopiù attorno al porto di Ragusa, nella Dalmazia meridionale, e che era circondata sin dal 1326 da quella regione nota come Primorje (ovvero la costa adriatica bosniaca).
Era consuetudine per la repubblica concedere a tutti i bosniaci di spicco lo status di cittadini e nobili della repubblica. Era inoltre tradizione concedere loro un palazzo e un rifugio in caso di necessità a Ragusa. Il consiglio comunale concesse a Stefano e ai suoi figli Ladislao e Vlatko la cittadinanza come riferito da un atto del 30 ottobre 1435, un palazzo e un rifugio sicuro in caso di necessità.

#### Lotta per l'eredità familiare
Nel 1435, pochi giorni dopo la morte di Sandalj, il legittimo re bosniaco Tvrtko II fu costretto a fuggire quando gli ottomani imposero Radivoj e gli assicurarono il sostegno di importanti nobili bosniaci quali  Sandalj Hranić e Radislao Pavlović, nonché del despotato di Serbia. Tvrtko II fece ritorno dall'esilio, trascinatosi per due anni, dall'Ungheria e riuscì a tornare sul trono per la seconda volta. La scomparsa dello zio di Stefano e la sua comparsa sulla scena politica fu accolta con speranza dai suoi vicini, i quali immaginavano il giovane avesse una personalità debole e che dunque la sua eredità fosse esposta a minacce esterne.
L'imperatore del Sacro Romano Impero Sigismondo di Lussemburgo voleva assumere il controllo della Zaclumia, motivo per cui strinse dei contatti con Tvrtko II, sperando che potesse aiutarlo nel suo intento. Il sovrano rimase perlopiù inattivo nel suo primo anno al comando, rivolgendosi a Stefano e assicurandogli buoni rapporti, contrariamente alle aspettative di Sigismondo. Ciò spinse Radislao Pavlović a cercare il sostegno degli ottomani e a riferire delle relazioni armoniose tra il re e Stefano, i cui rapporti rimasero stretti almeno fino al 1440.
Sigismondo si rivolse quindi agli altri nemici di Stefano, sia interni che esterni alla Bosnia, instaurando relazioni costruttive con i Radivojević e i Vojsalić, oltre a cercare di convincere Ragusa ad unirsi a questa coalizione. Frattanto Sigismondo ordinò ai suoi vassalli, principalmente Matko Talovac e altri aristocratici croati della famiglia dei Frankopan, di attaccare e mantenere il controllo del territorio della Zaclumia per suo conto.

#### Conflitti sul Narenta e con i Pavlović

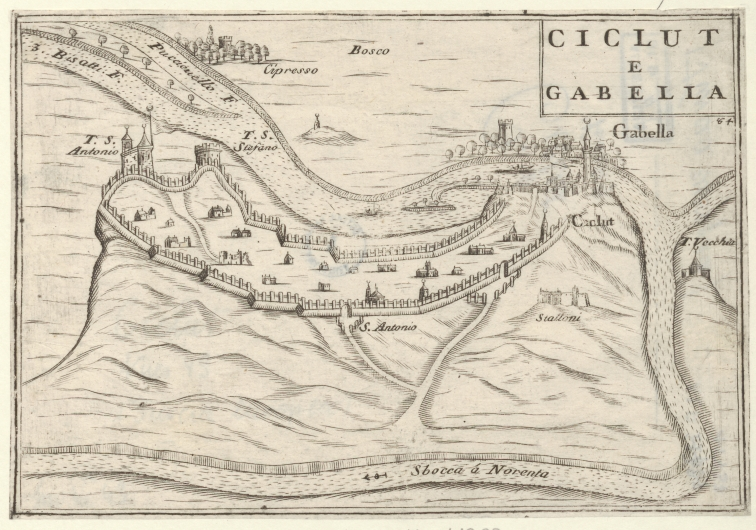
Vecchia cartina del mercato di Drijeva sul fiume Narenta, nell'odierna Gabela, Bosnia ed Erzegovina

Il primo tra i maggiori nobili bosniaci ad agire fu Radislao Pavlović, che si mosse contro Stefano nella Zaclumia orientale, mentre i Vojsalić e i Radivojević attaccarono la bassa valle della Narenta con successo. Pavlović agì tre giorni dopo la morte di Sandalj, avvenuta il 18 marzo, e il 29 marzo si preparò a fare il suo ingresso in Dračevica. Pavlović conquistò alcune terre di Stefano, ma non fu in grado di infliggere danni significativi, sebbene Stefano stesse incontrando delle asperità con il re ungherese, i suoi vassalli croati e gli alleati bosniaci a ovest del fiume Narenta. Radislao chiese quindi ai ragusani di mediare e assisterlo affinché si raggiungesse la pace. Riluttanti ad accettare l'impresa, essi risposero affermando che la Bosnia aveva molti uomini maggiormente validi per compiere un simile compito. In seguito, i ragusani guidarono i negoziati e implorarono entrambi i contendenti che una guerra avrebbe arrecato molti «pericoli e sfortune» a loro e ai propri sudditi, e alla Bosnia nel suo complesso. Stefano domandò a Pavlović di cedere quanto aveva conquistato in precedenza, ma dopo numerose discussioni alle corti di entrambi, i negoziati si inabissarono. Gli altri bosniaci coinvolti appartenevano alle famiglie dei Vojsalić e dei Radivojević. L'attacco di Đurađ Vojsalić ottenne qualche risultato e portò alla conquista della città mercantile medievale (trgovištè) si Drijeva, un'azione questa che favorì anche Radivojević, morivo per cui si formò una coalizione tra i Vojsalić e i Radivojević. Poiché però Sigismondo desiderava anch'egli il controllo di quell'area, presto pretese da Ragusa il pagamento di ogni dazio doganale e inviò alcuni dei suoi uomini a Drijeva per garantire il suo riconoscimento quale nuovo signore.
Finanche la Repubblica di Venezia cercò di trarre vantaggio dal passaggio di potere da Sandalj a Stefano, provando infruttuosamente a conquistare la fortezza di Novi tramite la vicina Cattaro e le manovre del suo knez. Venezia sognava di insediarsi in città esercitando pressione e influenza sul castellano (governatore) della fortezza. Nonostante l'intricata situazione, in alcuni momenti divenuta davvero complicata, Stefano mantenne saldamente la città.
Durante queste prime lotte, Stefano ricevette l'aiuto dei turchi ottomani e poté contare sulla presenza alla sua corte dell'anti-re bosniaco Radivoj. La situazione di Stefano appariva difficile, ma non critica. Sollecitando gli ottomani a intervenire in Bosnia, le sue avversità vennero dissipate tutte.

#### Acquisizione di Trebigne

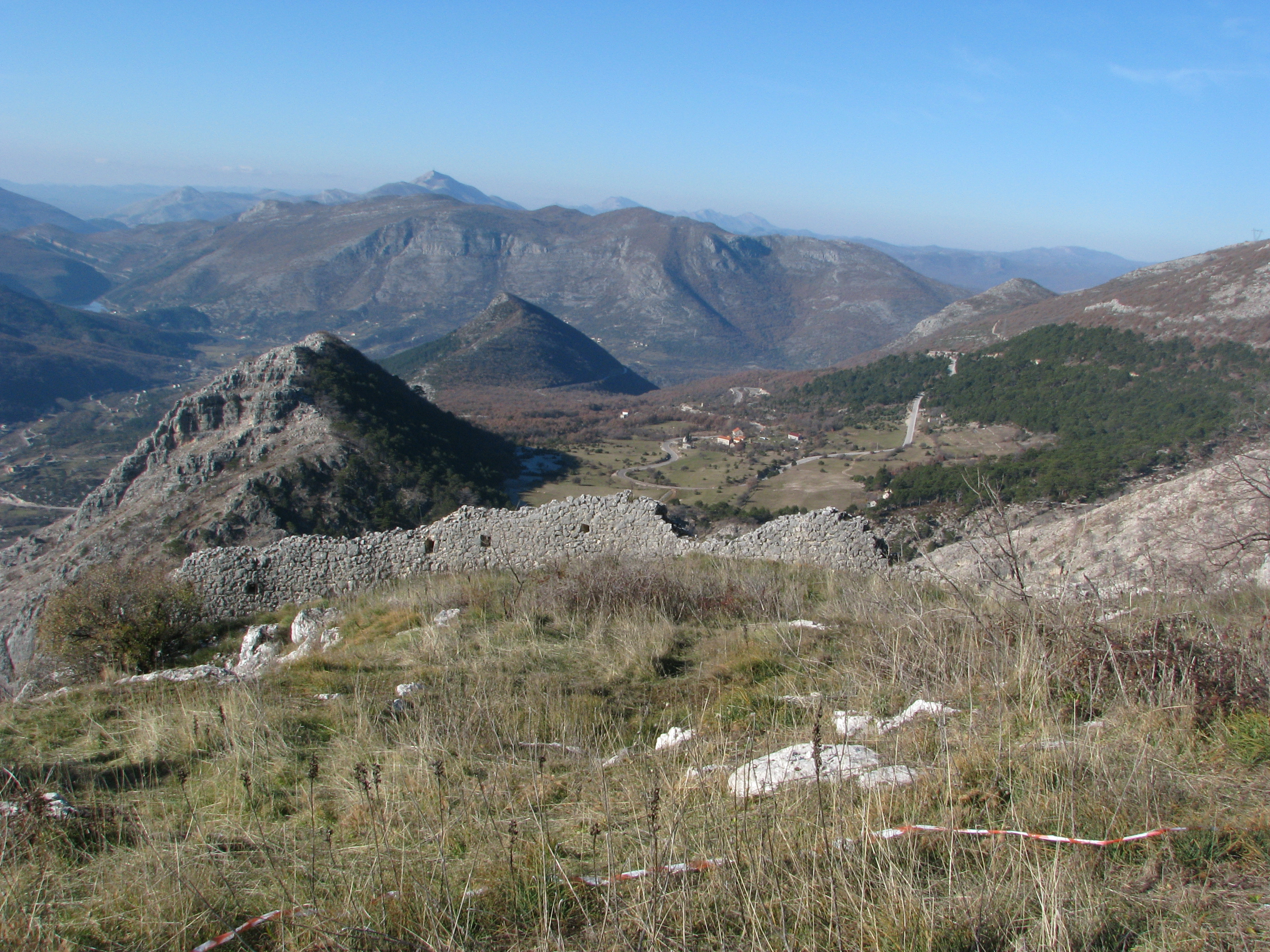
La fortezza di Klobul, all'ingresso settentrionale di Trebigne, fu l'ultima roccaforte dei Pavlović nei loro territori a sud, prima di essere conquistata da Stefano Vukčić

Durante i conflitti iniziali per la sua eredità, l'avversario più tenace si rivelò il duca Radislao Pavlović, contro cui si allearono re Tvrtko II e Stefano. Alla fine del 1437, il duca Radislao perse il sostegno della Sublime Porta, mentre Stefano ricevette l'approvazione del sultano a sottrargli Trebigne. All'inizio del 1438, Radislao Pavlović si trovava in una situazione difficile; Stefano si era impossessato di Trebigne e aveva riconquistato la città di Jeleč, nell'Alto Podrinje, che Radislao probabilmente conquistò a Kosača subito dopo la morte di Sandalj. L'altra fortezza di Pavlović, Klobuk, localizzata nel Vrm, fu cinta d'assedio. A quel punto, i ragusani dissero a Stefano che «si era vendicato dei suoi nemici più di chiunque altro dei suoi predecessori». Il trionfo di Stefano, tuttavia, si dimostrò effimero, poiché Radislao riconquistò presto le simpatie del sultano e Stefano dovette restituire Trebigne e altre terre che gli aveva di recente sottratto. Probabilmente grazie alla mediazione ottomana, due aristocratici avviarono delle trattative trascinatesi fino al giugno del 1439 e conclusesi con la pace tra le due famiglie e il ripristino dei legami precedenti; Radislao si risposò dunque con la sorella di Stefano.
All'inizio del 1440, la situazione di Radislao Pavlović cambiò in maniera radicale. Poiché doveva al sultano una grossa somma di denaro per essersi probabilmente indebitato durante le campagne di riconquista delle sue terre e Trebigne nel 1439, Murad II statuì che Stefano Vukčić avrebbe dovuto ripagare quel debito ottenendo, in cambio, Trebigne e i suoi dintorni da Pavlović. A marzo, Stefano espugnò Trebigne e scatenò una guerra, mentre ad aprile si avviarono nuove trattative tra i «due principali occhi del regno bosniaco», come dicevano i ragusani per riferisi alla vanità di Stefano, mentre cercavano di mediare tra i due contendenti.

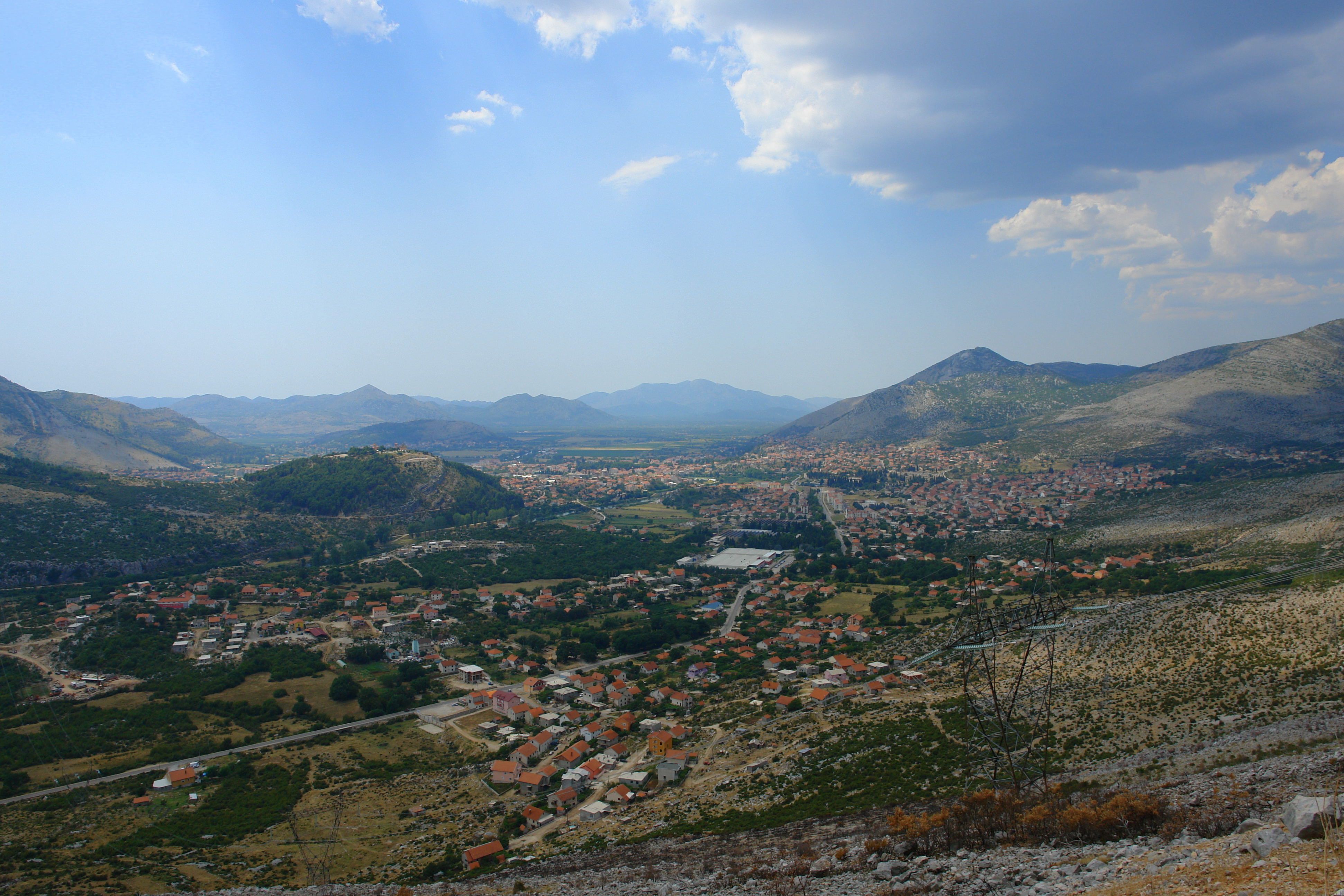
Ampia veduta con la moderna Trebigne al centro

Mentre i bosniaci si impelagavano in scaramucce intestine di poco conto, la minaccia ottomana crebbe sensibilmente, come ravvisarono i vicini ragusani. Furono proprio questi ultimi a consigliare a Tvrtko II, al duca Stefano e al duca Radislao di implorare congiuntamente il sultano di mitigare le proprie impossibili pretese, sottolineando che sarebbe stato meglio e più semplice se i tre uomini avessero pagato insieme al sultano migliaia di ducati per le terre di Radislao. Avvertirono i propri vicini bosniaci che l'amicizia comprata con il denaro non sarebbe stata né salda né permanente, oltre a ricordare il destino di altri signori regionali di etnia serba, bizantina o albanese che erano morti o avevano sofferto per via delle proprie discordie. Tuttavia, né la caduta della Serbia né la crescente pressione ottomana resero i signori bosniaci meno sconsiderati. Stefano e Radislao proseguirono nei propri dissidi spedendo con grande frequenza dei propri emissari all'attenzione della Sublime Porta.

#### Incursione nella Zeta

L'offensiva di Stefano nella Zeta (1441-1444) che portò alla conquista di Podgorica e Medun, a settentrione, e Antibari, a meridione

All'inizio di luglio del 1439, Murad II partì alla conquista del vicino orientale della Bosnia, il despotato di Serbia, e fu raggiunto dal suo vassallo bosniaco Stefano Vukčić Kosača, che partecipò alla devastazione dei serbi. Contemporaneamente, a ovest, Alberto II d'Asburgo, che salì al trono magiaro dopo la morte di Sigismondo alla fine del 1437, morì anche lui due anni dopo. In Ungheria scoppiò una lunga crisi di successione, circostanza la quale spinse il duca bosniaco Stefano Vukčić e il re Tvrtko II a conquistare le terre del signore croato Matteo Talovac. Stefano assediò immediatamente Almissa, caduta nelle sue mani dopo otto mesi, e probabilmente si assicurò Poglizza a scapito del bano croato. I bosniaci continuarono la loro offensiva contro quest'ultimo e la sua famiglia fino al giugno del 1441, quando i fratelli Talovac cercarono di giungere a una tregua.
Dopo la già citata conquista ottomana della Serbia e la presenza di Stefano in tale offensiva, il principato di Zeta divenne vulnerabile e appetibile per il bosniaco. Egli sfruttò i successi ottomani e rivolse la sua attenzione alla provincia non protetta, chiedendo allo knez di Cattaro di aiutarlo a conquistarla dopo essersi presentato come successore della famiglia dei Balšić. Stefano dialogò pure con Stefano Maramonte, figlio di Costantino Balšić ed Elena Thopia, che combatteva come «capitano di ventura» nell'Italia meridionale. Il rinvio della conquista di Zeta fu causato dalla prolungata permanenza del despota serbo Đurađ a metà del 1440, quando tentò senza successo di riconciliarsi con gli ottomani. Nell'aprile del 1441, dopo non essere riuscito a ottenere l'amnistia dalla Sublime Porta, Đurađ lasciò frettolosamente Zeta, rifugiandosi a Ragusa. Il sultano ordinò a Stefano di colpire Ragusa perché la città aveva offerto rifugio a Đurađ, ma questa minaccia spinse il despota ad abbandonare la città-stato. Stefano ottenne inoltre il sostegno dello knez Stefano Crnojević, e dopo la partenza di Đurad, Stefano si mise in moto e nel settembre del 1441 occupò l'Alta Zeta (in serbo-croato Gornja Zeta) fino alla riva sinistra del fiume Morača. Fu aiutato da Stefano, il fratello maggiore di Crnojević, che rappresentava la famiglia Crnojević e gli fu assegnato il controllo sui cinque grandi katun (comuni) nell'Alta Zeta.

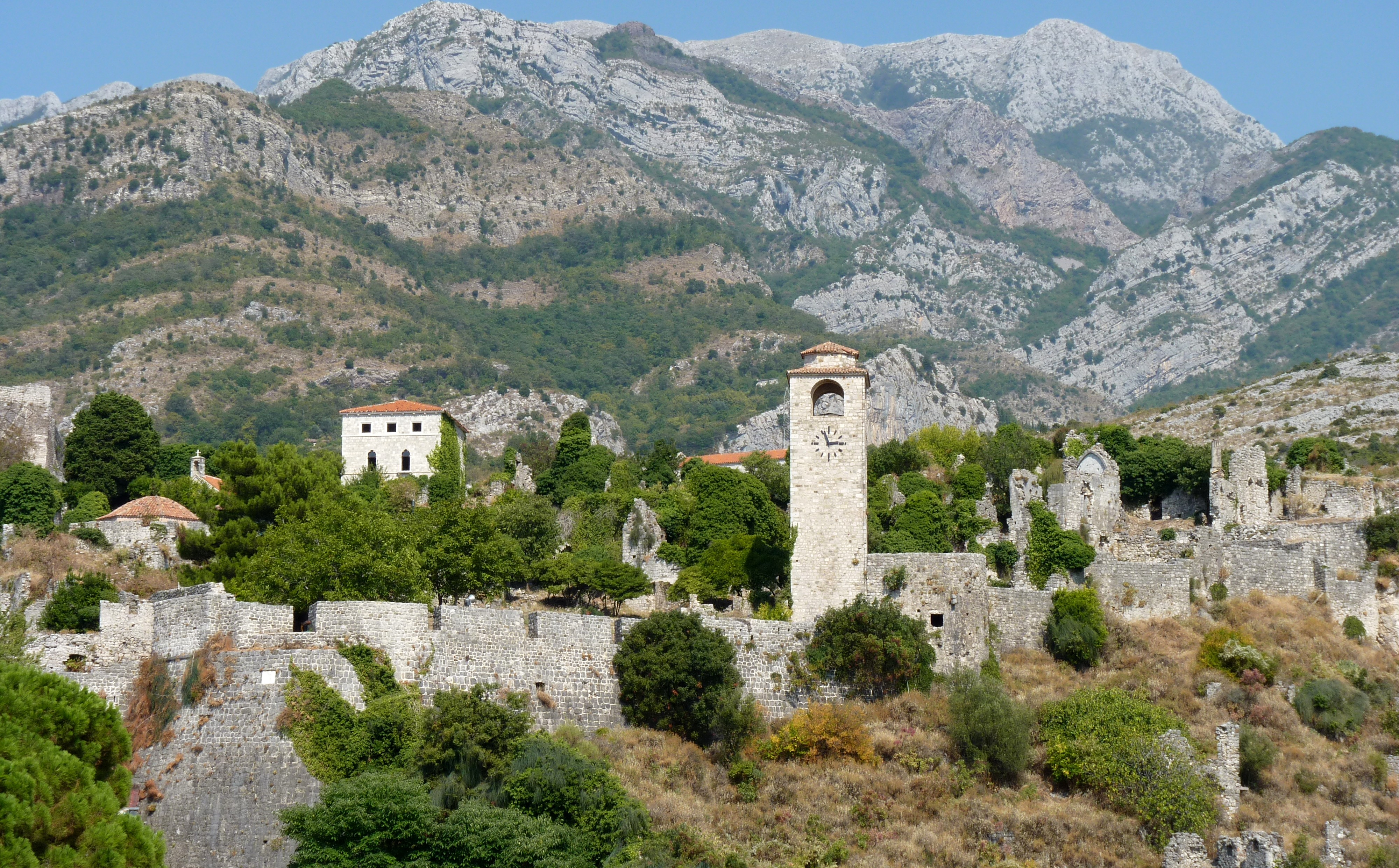
Durante la sua campagna nella Bassa Zeta, Stefano espugnò Antivari Vecchia

Nella sua campagna in Bassa Zeta (in serbo-croato Donja Zeta), Stefano si imbatté in un nemico assai più coriaceo, la Repubblica di Venezia. Durante l'espansione nell'Alta Zeta, nel 1439 il governo veneziano criticò lo knez di Cattaro per essersi rifiutato di fornire ausilio a Stefano e perché aveva tentato di contrastarne le azioni. Anche i veneziani adottarono la medesima strategia, prevedendo il pericolo che Cattaro sarebbe rimasta intrappolata tra i territori di Stefano e che, in quanto vassallo ottomano, avrebbe potuto mettere a repentaglio la sicurezza di ogni altra città della Bassa Zeta e più avanti lungo la costa albanese. Come è logico dedurre, la Serenissima non intendeva consentire un'ulteriore espansione bosniaca in quella direzione. I veneziani cercarono di influenzare le azioni di Stefano tramite il loro knez a Scutari e invocando gli obblighi di Stefano come alleato del despota Đurađ, e considerarono a loro volta l'occupazione dei territori della Bassa Zeta non ancora posseduti. Stefano si appropriò di Antivari nel marzo del 1442, evento che spinse Budua e Drivasto ad armarsi contro di lui. Gli uomini di Stefano si avvicinarono a entrambe le città e le assediarono, le quali resistettero per due mesi prima di capitolare a Venezia. A causa di questi scontri nella Zeta, la Repubblica di Venezia e Stefano entrarono in guerra, circostanza che portò la prima ad acquisire ulteriore terre sulla costa orientale dell'Adriatico.

#### Consolidamento
Nei suoi primi anni al potere, Stefano Vukčić consolidò la sua posizione di capofamiglia e preservò i feudi ereditati; ottenne poi le importanti città di Almissa e Poljica, scacciando i Pavlović dai loro possedimenti meridionali, incluse le più importanti Trebigne e Dračevica, e conquistò l'intera Zeta settentrionale e Antivari, nella Bassa Zeta. Radislao Pavlović morì alla fine del 1441, cambiando gli equilibri di potere in Bosnia. Le ostilità intercorse tra il duca Stefano e sua sorella, la vedova di Radislao e i suoi figli, ossia il duca Ivaniš, lo knez Pietro II e lo knez Nicola, si trascinarono per diversi mesi dopo la dipartita del marito, portando Stefano a sottomettere l'ultima delle roccaforti meridionali dei Pavlović, la fortezza di Klobuk, prima che si giungesse a un'intesa nel maggio del 1442. Il successore di Radislao, il duca Ivaniš Pavlović, in quanto uomo fedele al re bosniaco Tvrtko II, mantenne la sua parte dell'accordo, nonostante fosse esplosa una guerra civile tra Stefano e il suo figlio maggiore, Ladislao, e il sovrano.
Consolidando il suo potere, la capacità di ingerenza di Stefano sullo sviluppo della Bosnia tardo-medievale divenne maggiore di quella di qualsiasi altro nobile bosniaco. Allo scopo di rafforzare e centralizzare la propria morsa a livello locale, Stefano fu costretto a reprimere le aspirazioni della nobiltà locale a lui subordinata, che cercava di essere il più indipendente possibile dalla sua supremazia o di sottrarvisi del tutto. È lecito dunque affermare che quanto stava accadendo nello Stato bosniaco tra il monarca e Stefano si verificò in piccolo nei domini di quest'ultimo. Ogni volta che si presentava l'occasione, i vassalli di Stefano si sottrassero alla sua autorità o si unirono al re contro di lui durante le guerre civili.

### Guerre civili

#### Successione reale e scoppio della guerra civile
Re Tvrtko II morì nel settembre del 1443 e il 5 dicembre di quell'anno, lo stanak (assemblea elettiva) approvò l'ascesa al trono di Tommaso (Tomaš), suo cugino di primo grado ed erede. Non è chiaro se quest'ultimo fosse stato scelto da Tvrtko II o eletto dallo stanak, né se Stefano avesse partecipato alla sua elezione. Il nobile si dimostrò l'antagonista principale del nuovo sovrano sin dall'inizio, poiché questi caldeggiava la nomina del fratello esiliato di Tommaso, Radivoj, assecondando i suggerimenti dell'impero ottomano. In vista di ulteriori dissidi, i ragusani inviarono degli emissari alla corte di Stefano con una precisa invocazione, quella di implorarlo a «preservare la pace e l'integrità del paese», essendo
«il più potente e saggio signore bosniaco»; qualora lo avesse fatto, ciò gli avrebbe arrecato «gloria in tutto il mondo».
Nel 1443, lo Stato della Chiesa mandò dei messaggeri da Tommaso e Stefano allo scopo di organizzare una controffensiva ai danni dei turchi, ma i due bosniaci finirono per entrare in guerra. Il duca Ivaniš Pavlović, secondo nobile più potente in Bosnia dopo Stefano, che era rimasto passivo allo scoppio del conflitto durante l'ultimo anno di regno di Tvrtko II, fu inviato da re Tommaso ad attaccare Stefano. Nel frattempo, mentre il reggente magiaro Giovanni Hunyadi aveva riconosciuto Tommaso, Stefano si era rivolto a re Alfonso V d'Aragona, che lo investì del prestigioso titolo di "cavaliere della Vergine", sia pur senza fornirgli truppe. Il 15 febbraio 1444, Stefano siglò un trattato con il re d'Aragona e di Napoli, divenendo suo vassallo in cambio dell'aiuto dallo spagnolo contro i suoi nemici, ovvero re Tommaso, il duca Ivaniš Pavlović e la Repubblica di Venezia. Nel medesimo trattato, Stefano promise di pagare ad Alfonso regolarmente un tributo anziché versarlo al sultano ottomano, come aveva fatto fino ad allora. Tuttavia, il rapporto di vassallaggio tra re Alfonso e Stefano non ebbe effetti significativi e rimase attivo soltanto a livello teorico.
Per i successivi diciassette anni del regno di Tommaso, i dissidi interni giocarono un ruolo cruciale per il destino della Bosnia. La situazione fu aggravata dallo scoppio di una guerra civile nel 1444, continuata fino al 1450 al netto di numerosi armistizi stipulati e disattesi, oltre che di trattati e accordi di pace firmati. Poiché Stefano Vukčić era un convinto sostenitore e seguace della Chiesa bosniaca (ritenuta dalla Curia romana eccessivamente vicina al bogomilismo), la conversione di Tommaso al cattolicesimo, forse durante le trattative per il matrimonio con la figlia del duca, Caterina, tra il 1445 e il 1446, rappresentò un ulteriore ostacolo nei loro rapporti.

#### Srebrenica e Drijeva

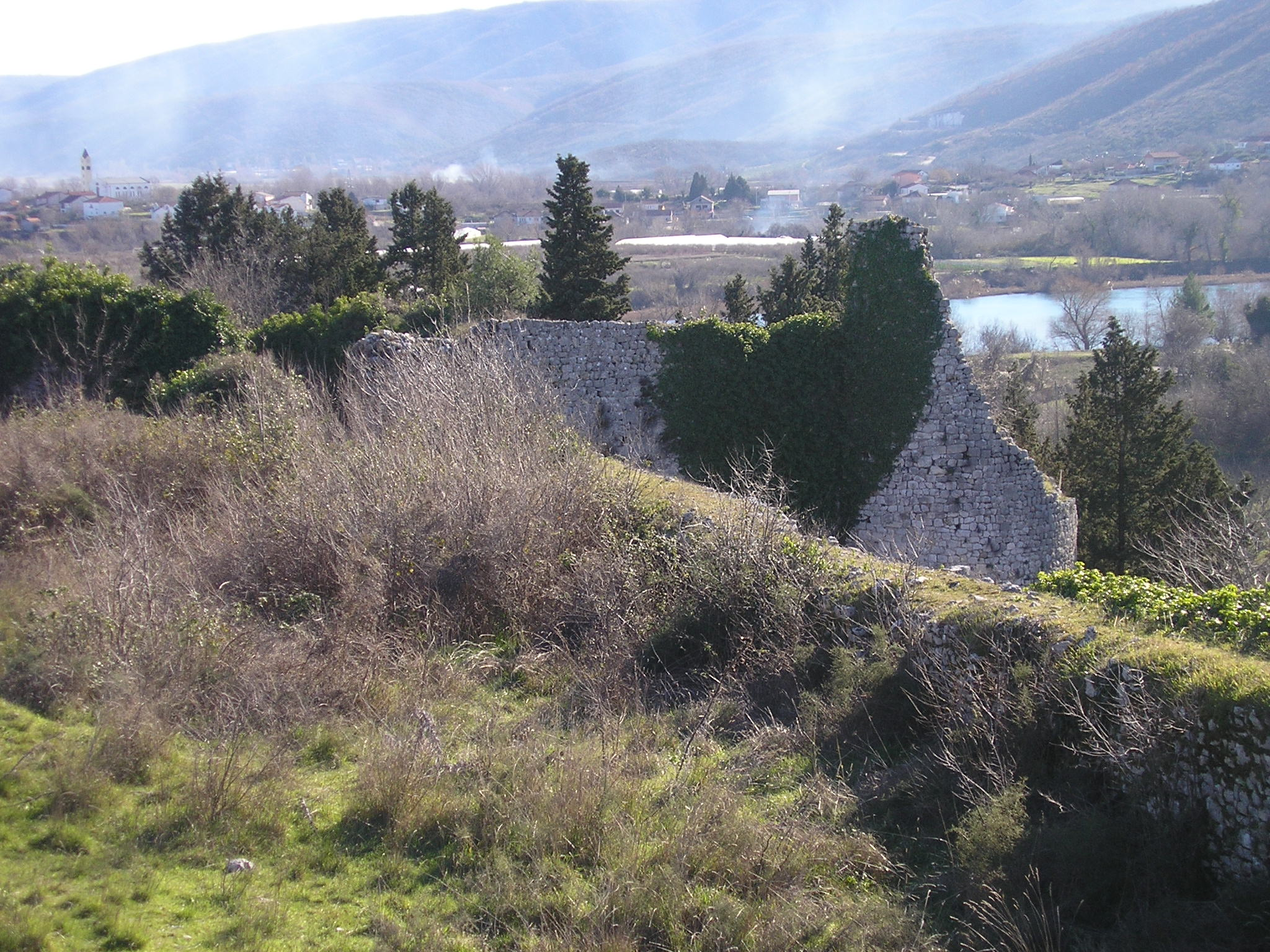
La vecchia città mercato (trg) di Drijeva. Il fiume Neretva è visibile oltre le mura

Ciò che esattamente innescò la serie di conflitti tra nobili e re resta avvolto nel mistero, ma è certo che Tommaso si mosse con risolutezza contro i suoi avversari nelle regioni del basso Narenta e della Drina centrale, intorno a Srebrenica (Podrinje centrale). Con il duca Ivaniš Pavlović e il duca Sladoje Semković nel gennaio 1444 entrò nella valle della Bassa Neretva, dove si unirono a loro la Radivojević, e all'inizio di febbraio espugnarono Narenta (anche detta Drijeva), una città mercantile medievale (trgovište). A marzo, pare il re mediò una tregua con Stefano e riprese Srebrenica, principale insediamento minerario del Podrinje centrale, difesa dagli ottomani e dalla fortezza locale. Immediatamente dopo, si preparò a compiere un altro attacco ai danni di Stefano nel mese di agosto. La rappresaglia turca contro il re permise a Stefano di riconquistare i possedimenti perduti nella valle del Narenta e di porre di nuovo sotto la sua autorità gli alleati di Tommaso, la nobile famiglia dei Radivojević. Sempre nel 1444, Stefano strinse un'alleanza con il despota Đurađ Branković, contro Tommaso e Venezia. Nell'aprile del 1445, Tommaso perse il controllo di Srebrenica, sottrattagli dal despota Đurađ, ma continuò a prepararsi per la guerra contro Stefano e, insieme ai Pavlović, riconquistò presto Drijeva.

#### Pace e matrimonio reale

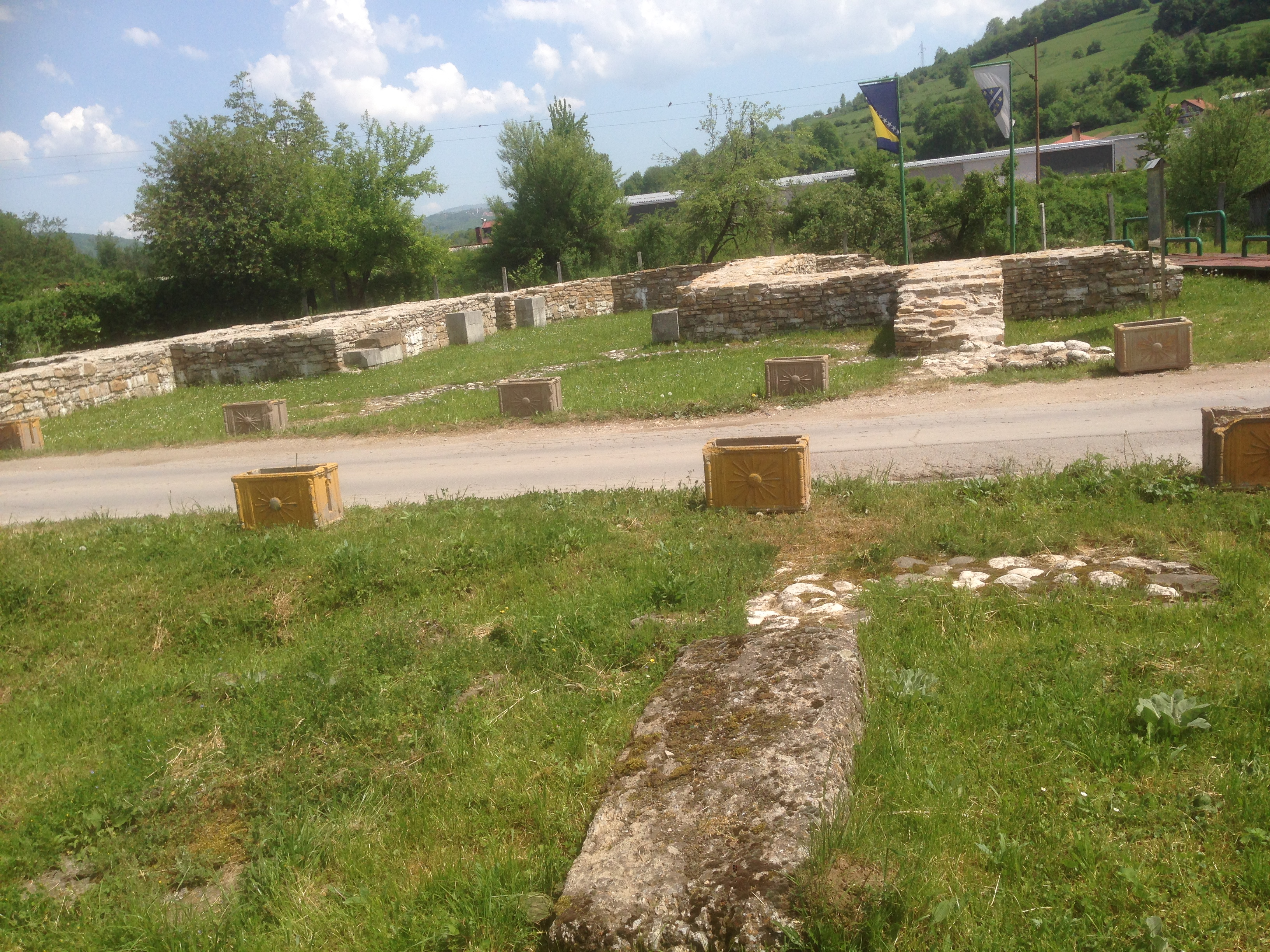
Chiesa dell'incoronazione e della sepoltura a Mile, capitale del regno

Non essendo riuscito a rafforzare la sua autorità con la forza, re Tommaso cercò un altro modo di riappacificare la Bosnia. Un riavvicinamento con Stefano tramite il matrimonio con sua figlia Caterina fu probabilmente discusso nel 1445, quando Tommaso cercò di migliorare i rapporti con la Santa Sede per liberarsi dall'«onta di illegittimità» e ottenere l'annullamento della sua unione con una plebea krstjanka, Vojača. I negoziati tra Tommaso e Stefano si intensificarono all'inizio del 1446. Tommaso Tommasini, vescovo di Lesina, convertì il re dalla Chiesa bosniaca al cattolicesimo, ma solo nel 1457 il cardinale Giovanni Carvajal gli officiò il battesimo.
Verso la metà del 1446, i due rivali strinsero di nuovo un'intesa, con Stefano Vukčić riconobbe Tommaso quale re e i confini prebellici esistenti tra il demanio della corona e la Zaclumia, sebbene il re riprese il controllo di Srebrenica più tardi quello stesso anno. Il matrimonio reale che suggellò la pace ebbe luogo a metà maggio 1446 a Milodraž. Celebrato secondo il rito cattolico, fu caratterizzato da sfarzosi festeggiamenti che anticiparono l'incoronazione della coppia nella città di Mile. A quel tempo, Caterina, anch'essa una krstjanka (fedele alla Chiesa bosniaca), si era convertita al cattolicesimo romano. La tregua tra il re e il duca Stefano durò per i successivi due anni e fino al 1448, quando i rapporti si deteriorarono ancora una volta.

#### Ripresa del conflitto e nuova pace
Alla fine del 1446, re Tommaso riconquistò Srebrenica, ma si accordò con il despota Đurađ Branković per condividere i profitti derivanti dalle tasse e dalle ricche miniere d'argento della città. La pace tra Stefano e il re scontentò gli ottomani, il cui interesse nei confronti della Bosnia stava aumentando e il cui desiderio principale era quello di mantenere gli animi tesi. Anche i rapporti di Stefano con il despota serbo Đurađ subirono un'evoluzione negativa, principalmente a causa della questione di Srebrenica. Mentre il sovrano godette di un periodo di stabilità nei rapporti con il despota, alla fine del 1447, Stefano tentò di rinegoziare una riconciliazione con Đurađ inviando degli emissari per offrirgli «pace e alleanza». Nel marzo del 1448, gli ottomani incaricarono una spedizione per saccheggiare i demani del re, imperversando anche nelle terre di Stefano Vukčić, in particolare Narenta.

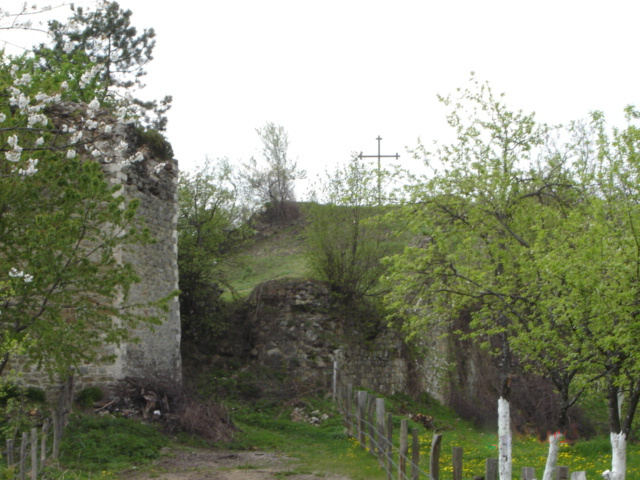
La città mercato (trg) e le miniere di Srebrenica erano difese dalla fortezza cittadine

A questo punto, la posizione del re appariva seriamente compromessa per via dell'offensiva ottomana e dal riavvicinamento di suo suocero Stefano al despota. Nel settembre del 1448, il cognato del despota Tommaso Cantacuzeno attaccò le truppe di Tommaso, mentre Stefano aiutava il despota a riconquistare Srebrenica. Il re e il duca Ivanis Pavlović si vendicarono con successo di Stefano e dei serbi al suo fianco alla fine del 1449. Nel febbraio del 1450, riconquistarono
Srebrenica e tra aprile e maggio si re impossessarono di Narenta. Nel febbraio del 1450, riconquistarono Srebrenica e tra aprile e maggio riconquistarono Narenta. Nuove trattative di pace iniziarono alla fine del 1450 e una pace di breve durata fu conclusa all'inizio del 1451.

#### Seconda guerra di Canali e rancori familiari
Nel 1451, Stefano Vukčić decise di colpire Canali e assediare in seguito Ragusa, dando inizio alla seconda guerra di Canali. Il suo desiderio era chiaramente quello di sottrarre il porto ai ragusani, adducendo come pretesto il fatto che suo zio Sandalj fosse stato costretto, mentre egli era troppo giovane, a cedere il possesso di Canali. Poiché Stefano era stato precedentemente nominato nobile ragusano, il consiglio cittadino lo proclamò traditore, promettendo una ricompensa di 15 000 ducati, la concessione di un palazzo dal valore di 2 000 ducati e una rendita annua di 300 ducati a chiunque lo avesse ucciso; infine, sarebbe stato promessa la possibilità di ricevere lo status di nobile ragusano a titolo ereditario. La minaccia sembrò aver funzionato perché Stefano revocò l'assedio e si trasferì a Cattaro allo scopo di scacciare un gruppi di razziatori albanesi che, stando a quanto riferito, stava saccheggiando la zona. Dopo la riconciliazione tra re Tommaso e il despota Đurađ, Ragusa propose di costituire una lega contro Stefano. Oltre alla cessione teorica di alcuni territori della famiglia di Stefano alla Repubblica di Ragusa, lo statuto di Tommaso del 18 dicembre 1451 lo obbligava ad attaccare Stefano.
Nel luglio del 1451, Ragusa avviò degli scambi epistolari segreti con il figlio dell'herceg e knez Ladislao e il duca di Zaclumia, Ivaniš Vlatković, entrambi fedeli al trono bosniaco. La prima testimonianza di queste trattative con lo knez Ladislao si rintraccia in una lettera di Ragusa al loro negoziatore datata 23 luglio. Negli ultimi giorni del mese o nei primi giorni di agosto, Ladislao espresse il desiderio di stringere un'alleanza con Ragusa contro suo padre, aspettandosi che la città gli fornisse denaro e truppe. Inoltre, Ladislao confidava che Ragusa suggellasse un'alleanza con re Tommaso e che gli venisse concesso ausilio, poiché esisteva già un'alleanza tra lui e il re. Da un'altra lettera di Ragusa, scritta nel 1459, si scoprono dettagli maggiori sull'iniziativa, apprendendosi che i veri propugnatori di questa collaborazione furono la moglie dell'herceg Elena e il principe Ladislao.
I rapporti nella famiglia di dell'herceg influenzarono notevolmente lo scoppio delle lotte intestine e la ribellione di Ladislao, così come l'intera cospirazione contro l'herceg. Lotte intestine si trovano in uno scritto del cronista italiano Gaspare Broglio Tartaglia da Lavello, il quale racconta che gli inviati di Herzeg portarono da Firenze una giovane senese con l'intenzione di presentarla a suo figlio, Ladislao. Probabilmente si trattava di Elisabetta, una giovane concubina di cui l'herceg si innamorò e che fece persino imprigionare il figlio per un breve periodo per averla tutta per sé. Anche la moglie dell'herceg, Elena, cercava di vendicarsi del marito per tale motivo. Ladislao, certamente sotto la sua influenza, decise di rivoltarsi al padre. L'alleanza fu stipulata nel più assoluto segreto e suggellata da un patto di alleanza scritto, firmato e spedito da Ladislao alla zupania di Drinaljevo, vicino alla fortezza di Tođevac, il 15 agosto.
Il 29 marzo 1452, Ladislao insorte apertamente ai danni del padre, affiancato da sua madre e da sua nonna e, più tardi dal duca Ivaniš Vlatković e dai suoi fratelli. La ribellione fu ben organizzata, tanto che il primo giorno Ladislao e i suoi alleati occuparono una porzione di territorio significativa coinvolgendo fortezze altrettanto significative come la capitale Blagaj, Tođevac, Vratar sul Sutjeska, due città sul ponte del Narenta, la fortezza di Vjenačac, a Nevesinje, Imoschi, Kruševac e Luka, così come poco dopo Ljubuški. Già ad aprile, ci si aspettava che Tommaso giungesse in Zaclumia per contribuire agli sforzi. Il sovrano arrivò con il suo vassallo Pietro Vojsalić e un contingente militare a metà aprile, quando le forze alleate, tra cui Ladislao, i Vlatković e tutta la piccola nobiltà della Zaclumia, si erano unite contro l'herceg e il suo figlio minore Vlatko.
La coalizione riscosse ampio successo, soprattutto perché gli zaclumi erano estremamente insoddisfatti del governo di Stefano. Mentre il numero di ribelli cresceva, in maniera abbastanza inattesa la Sublime Porta dichiarò la propria neutralità nel conflitto, con il risultato che la sola Venezia rimase al fianco di Stefano durante il conflitto, oltre a qualche vassallo minore. In teoria, l'herceg avrebbe potuto contare sugli uomini dei Pavlović, all'epoca troppo deboli dopo la morte di Radisao e firmatari di un accordo di pace con lui, ma i due principali esponenti della casata, Ivaniš e Pietro II Pavlović, erano uomini leali al re e si astennero dal partecipare attivamente. La coalizione sembrò a un passo dal prevalere, ma lo scoppio di una lizza in merito al controllo della città di Blagaj incrinò i rapporti tra re Tommaso e Ladislao. Al termine di diverse negoziazioni infruttuose, il monarca si convinse a lasciare l'alleanza, circostanza che spinse i ragusani, affranti dalla decisione del re, a ritirare la loro flotta dalla Narenta e anche i mercenari. Abbandonati a se stessi, Ladislao e i fratelli Vlatković persero il sopravvento sul campo di battaglia. Nell'estate del 1452 iniziarono lentamente i preparativi per i negoziati atti a fermare le ostilità. Nel febbraio del 1453 essi cominciarono, assai probabilmente su iniziativa dell'herceg. Prima che ciò avvenisse, durante i preparativi per i negoziati tra la fine dell'estate e l'autunno del 1452, i ragusani cercarono di persuadere il giovane Ladislao, in quel momento divenuto duca, di non avviare trattative con il padre e il fratello minore, sostenendo che Stefano aveva promesso di vendicarsi di Ladislao e che suo fratello «pensava la stessa cosa», menzionando come prova le lettere dell'herceg a Venezia. Tuttavia, poiché non poteva sabotare del tutto i negoziati tra Ladislao e l'herceg, Ragusa si assicurò quanto meno di provare a veicolarli. Nel gennaio del 1453, i ragusani espressero al legato pontificio il loro impegno per placare gli animi, rifiutando però la prospettiva di una pace separata tra le fazioni coinvolte. Con qualche dubbio sulla data e sul luogo esatti, l'herceg Stefano alla fine perdonò il figlio maggiore, sua moglie e l'aristocrazia della Zaclumia per averlo aggredito, archiviando ogni dissapore con una cerimonia svoltasi a Pišče, lungo la Piva e sulla strada per la fortezza di Sokol tra il 1° e il 5 giugno. Funsero da testimoni dell'evento il djed (una sorta di capo) della Chiesa bosniaca e dodici chierici, chiamati strojnik, oltre al nobile gost Radin. Fu inoltre statuito che l'herceg non avrebbe dovuto intraprendere alcuna azione contro i duchi Ivaniš Vlatković, Sladoje Semković, lo knez Đurađ Ratković e Vukašin Sanković, né nei confronti di alcun altro nobile legato alla cerchia ristretta della famiglia.

#### Riconciliazione definitiva e ripristino dell'unità del regno

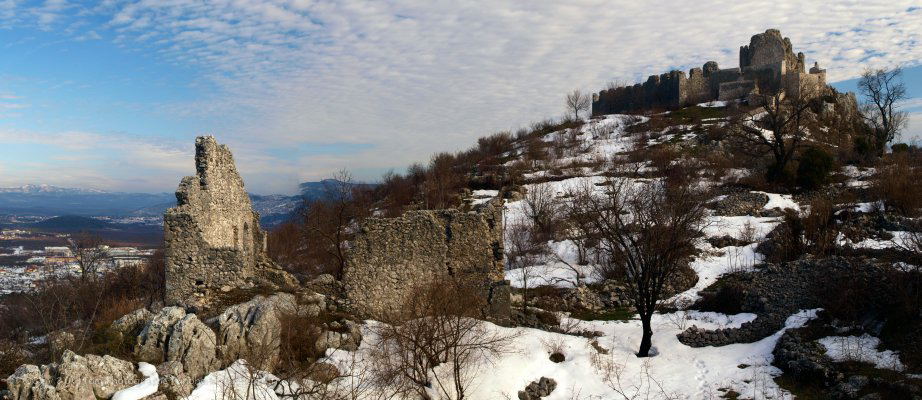
La fortezza di Ljubuški fu teatro di un confronto familiare interno tra l'herceg Stefano e i suoi figli, gli knez Vlatko e Ladislao

La riconciliazione con Stefano Vukčić Kosača fece sì che potesse ritornare a essere il nobile più potente del regno, una condizione questa costruita con il tempo. Intorno al 1450, i possedimenti della famiglia Kosača includevano svariate zemlja e zupanie, distribuite tra la costa e le zone interne. Poco dopo il 1460, quando ormai il regno di Bosnia stava per scomparire, Stefano controllava la maggior parte dell'odierna Erzegovina, benché invece avesse già perso il controllo di molte delle sue terre e città a nord della Zaclumia a causa degli ottomani.
Le fortune del nobile proseguirono anche quando Tommaso fu succeduto dal figlio ed erede di Tommaso, Stefano Tomašević. Il nuovo monarca si impegnò a risolvere tutti i disaccordi all'interno della famiglia reale per rafforzare la propria posizione. I rapporti tesi con la figlia della matrigna di Stefano, la regina Caterina, si allentarono, poiché egli garantì che lei avrebbe mantenuto il suo titolo e i suoi privilegi. Ciò fu notato da suo padre Stefano, che scrisse ai funzionari veneziani affermando che il re l'aveva «abbracciata come fosse sua madre».
Il nuovo re, che desiderava giungere a una riconciliazione, prese sul serio il consiglio dei veneziani di riappacificarsi con il suo patrigno. Rafforzando la propria posizione, la pace fu ristabilita e gli animi si placarono, con l'herzog che assicurò il suo pieno appoggio alla corona e al regno. Il desiderio di beneficiare di un sostegno più saldo possibile spinse re Stefano a invitare il figlio ed erede designato dell'herzog, Vlatko, alla sua incoronazione, dicendosi orgoglioso di poter annunciare di aver assunto il trono con la piena approvazione della nobiltà.
L'herzog Stefano si astenne dal rivendicare la corona bosniaca per il nipote adolescente Sigismondo, figlio di Caterina e fratellastro di Stefano Tomašević, rendendosi forse conto che la Bosnia necessitava di un monarca forte e maturo a causa della grandissima minaccia ottomana. In un contesto così turbolento, tra il settembre del 1461 e l'inizio del 1462 si verificarono degli attacchi ai confini meridionali da parte di Pavao Špirančić, bano di Croazia e Dalmazia, i quali portarono alla resa di una città di confine bosniaca. L'herzog si preparò a contrattaccare con il supporto di Venezia, ma il re lo convinse a concordare un'alleanza con gli knez di Krbava, la famiglia nobile dei Kurjaković, il che indusse Venezia a cedere improvvisamente, temendo che la nascita di una forte coalizione potesse compromettere i propri interessi nella zona. Per evitare uno scontro diretto tra le due parti, si intavolarono dei negoziati con il bano. Venezia era poi interessata a proteggere Clissa e Ostrovica, due fortezze chiave al confine tra Bosnia e Croazia: Clissa era sotto il controllo del bano e Ostrovica era in mano bosniaca. Alla fine, il bano Pavao promise di cedere Clissa in caso di attacco bosniaco.

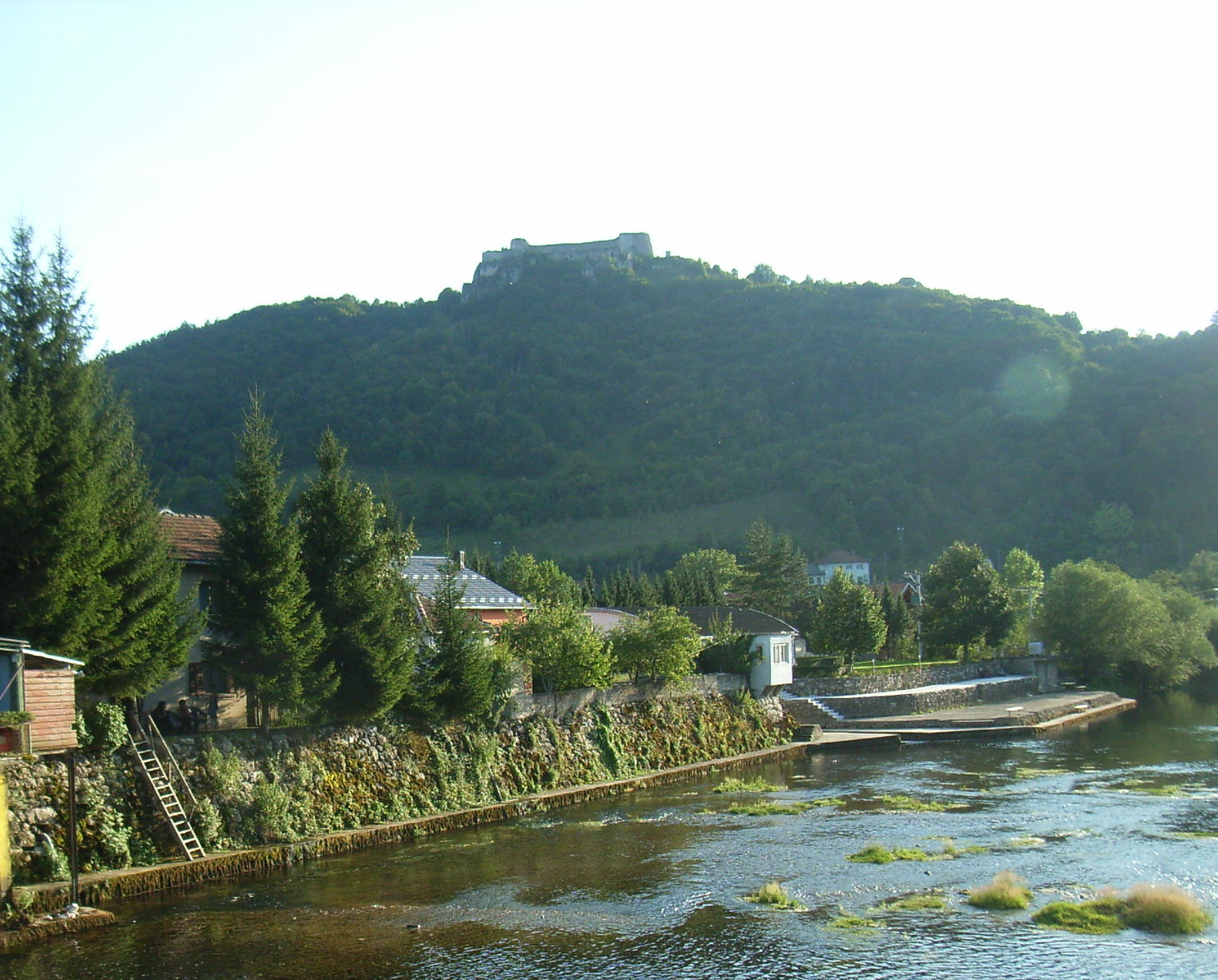
Il castello di Ostrovica

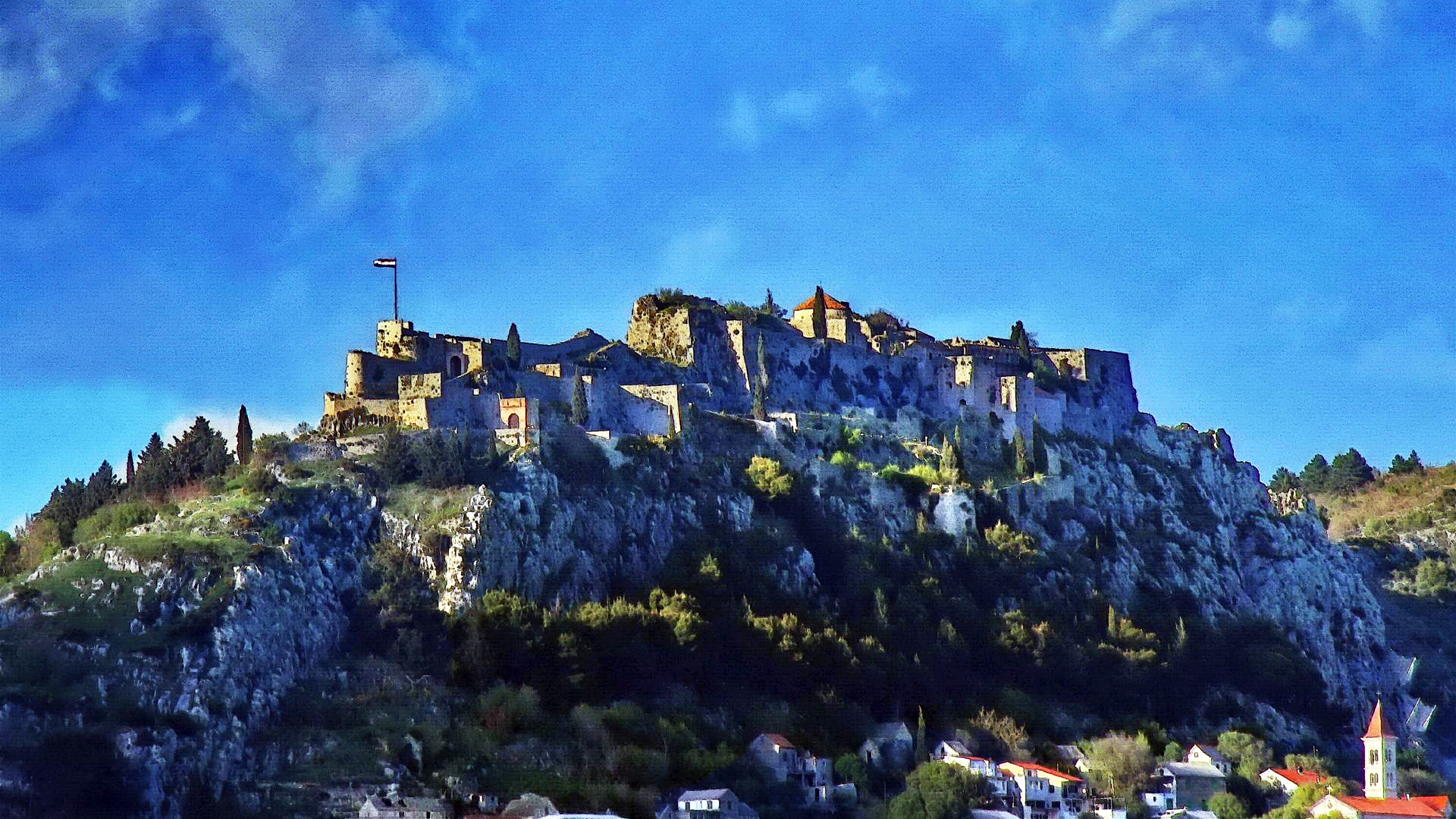
La fortezza di Clissa

Nel mondo cristiano, la riconciliazione dei due uomini più potenti della Bosnia fu accolta con sollievo. Venezia apprezzò la stabilità raggiunta dopo molti anni in Bosnia e ci si aspettava che questa ritrovata unità avrebbe consentito di arrestare l'avanzata turca. Una prima occasione mancata era già invero coincisa con il 1457, anno durante il quale si stava pensando di pianificare una crociata che non ebbe mai luogo per via dei dissidi allora esistenti tra Stefano Vukčić e l'allora re Tommaso. L'intero 1462 e l'inizio del 1463 trascorsero cercando di trovare quanti più sostenitori possibili della coalizione che intendevano formare re Stefano e l'herceg suo omonimo, in vista di un'offensiva ottomana. L'8 e il 20 marzo 1463, Stefano chiese alla Serenissima di consentire alle forze di Scanderbeg di attraversare il loro territorio allo scopo di fornire ausilio, come del resto avvenne, ma la decisione di informare il loro avamposto a Scutari fu emessa il 26 aprile. Probabilmente a causa di questa tardiva reazione veneziana, Scanderbeg non mantenne le sue promesse prima che la Serenissima revocasse il permesso.

### Religione
Alla stregua della maggioranza dei nobili bosniaci dell'epoca, Stefano Vukčić si considerava un convinto krstjanin, come erano conosciuti i fedeli della Chiesa bosniaca e i suoi membri si definivano. Il suo atteggiamento nei confronti della Chiesa bosniaca si palesò all'indomani della morte di re Tvrtko II nel settembre del 1443. Gli eventi che seguirono al rifiuto di Stefano di riconoscere Tommaso, cugino ed erede designato del defunto re, come nuovo re di Bosnia generarono una crisi politica che culminò in una guerra civile. Tommaso si era convertito al cattolicesimo romano, una decisione catastrofica per i krstjanin e per la Chiesa bosniaca. La decisione di Tommaso di convertirsi coincise con una manovra politica, seppur fondata su solide motivazioni, e mirava a salvaguardare l'esistenza della Bosnia. Tommaso si impegnò a dimostrare la sua devozione impegnandosi in procedimenti penali religiosi contro i suoi recenti correligionari. Questi sviluppi spinsero Stefano a offrire rifugio sicuro ai krstjanin della Chiesa bosniaca e ad unirsi agli Ottomani a sostegno di Radivoj, l'anti-re bosniaco Radivoj, fratello esiliato di Tommaso, che rimase fedele alla Chiesa bosniaca nonostante la crociata di Tommaso contro i suoi seguaci.

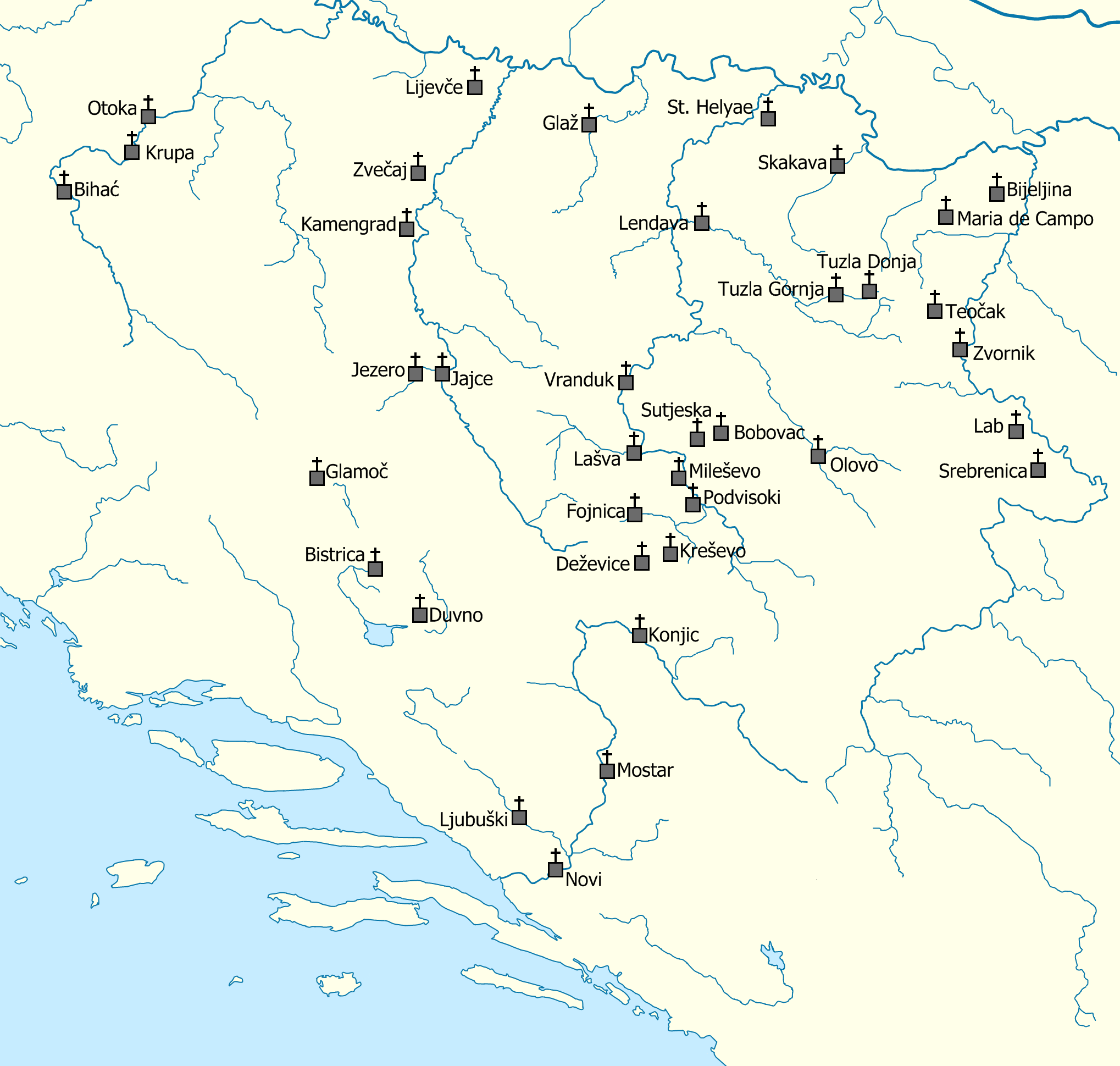
Ubicazione dei monasteri francescani nella Bosnia del XV secolo sotto re Tommaso

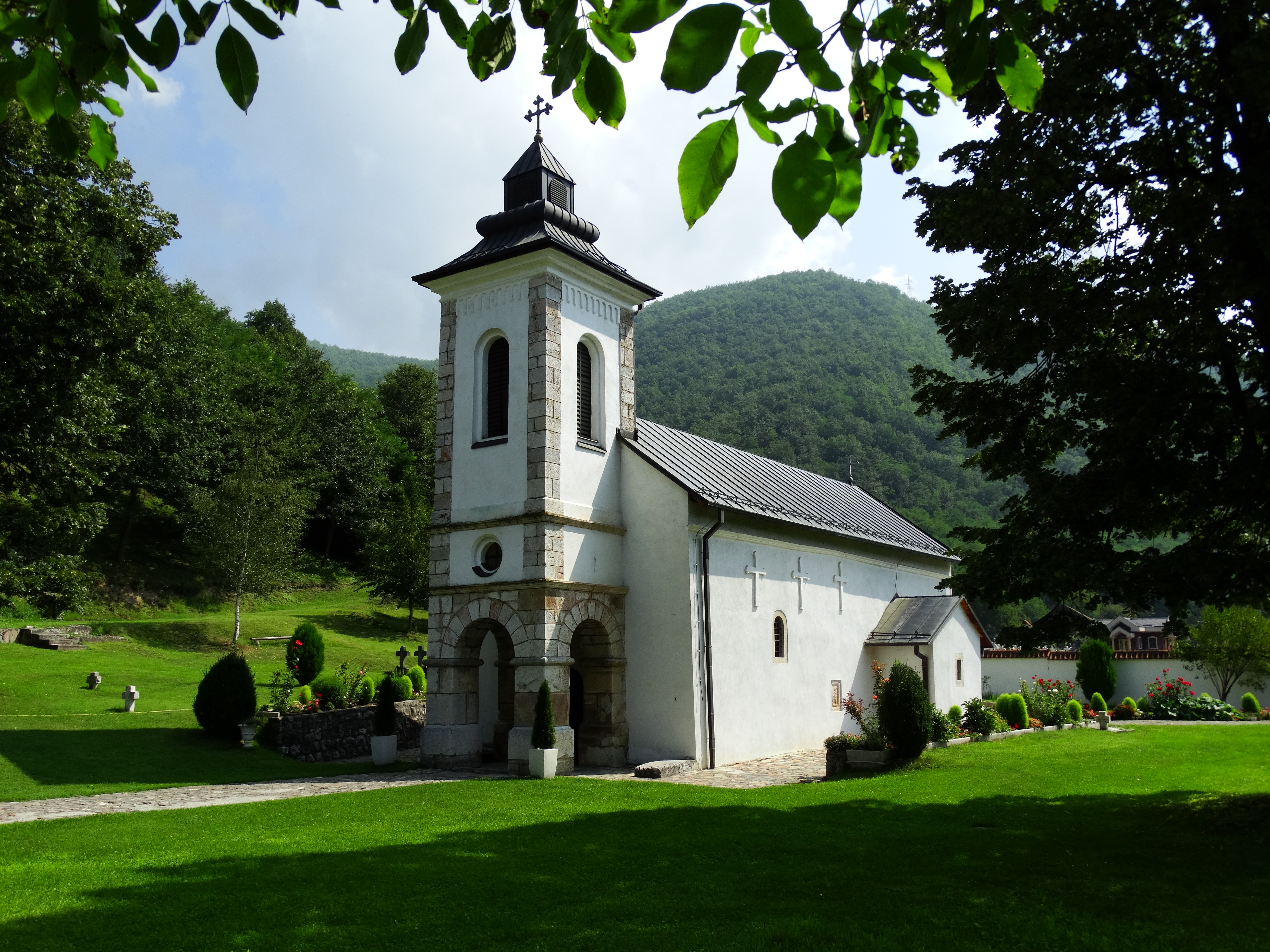
La chiesa di San Giorgio a Sopotnica, fondata da Stefano Vukčić

La famiglia Kosača apparteneva alla Chiesa bosniaca, ma era composta da «cristiani instabili» come il grosso dei loro conterranei. Tradizionalmente, l'atteggiamento della maggioranza dei bosniaci nei confronti della religione, compreso quello di Stefano Vukčić, si rivelò insolitamente flessibile per l'Europa dell'epoca. In quanto krstjanin, Stefano prese il nome dal santuario di un santo ortodosso, pur mantenendo stretti rapporti con il papato. La sua figlia maggiore, Caterina di Bosnia, anch'essa una krstjanka, si convertì al cattolicesimo romano, mentre il figlio minore Stefano adottò l'Islam e cambiò il suo nome in Ahmed dopo essersi trasferito a Costantinopoli intorno al 1473.
Questa flessibilità religiosa fu nuovamente evidenziata nel 1454, quando il duca Stefano eresse una chiesa ortodossa a Goražde, ma richiese anche che una cappella cattolica fosse inclusa nel luogo di culto, e prima che i lavori fossero terminati all'inizio Nel 1455, venne ultimato un sagrato a sinistra dell'altare affinché la seconda moglie dell'herceg, la principessa cattolica Barbara, «figlia dell'illustrissimo duca di Baviera», potesse pregarvi. Il duca Stefano richiese inoltre l'invio di missionari cattolici dall'Italia meridionale per fare proselitismo in Bosnia ed espresse il desiderio di convertirsi egli stesso al cattolicesimo, sviluppando al contempo stretti rapporti e alleandosi con i musulmani ottomani. La Santa Sede si riferiva a Stefano come a un cattolico, mentre allo stesso tempo il patriarcato ecumenico di Costantinopoli lo considerava ortodosso, ma lo accusavano anche di essere eretico e di appartenere alla Chiesa bosniaca – papa IV accusò esplicitamente l'herceg di tale trasgressione. Nella seconda metà del 1459, re Tommaso agì con decisione contro i «Krstjani» o «Kristjani», seguaci della chiesa bosniaca. Tra le 2 000 e le 12 000 persone si convertirono al cattolicesimo; secondo il legato apostolico Nicola di Modrussa, che risiedeva in Bosnia tra il 1461 e il 1463, «gli eretici manichei furono battezzati con la forza». Almeno quaranta ecclesiastici di alto rango fuggirono al cospetto del duca Stefano, che li accolse malgrado la richiesta papale. All'inizio del 1461, per dimostrare il suo impegno verso la Chiesa cattolica, re Tommaso inviò tre ambasciatori krstjani a Roma, dove il cardinale Juan de Torquemada li interrogò. Nel frattempo, il re chiese a tutti i suoi vassalli di convertirsi.
Dal canto suo, Stefano rimase per tutta la vita un difensore della Chiesa bosniaca krstjani e mantenne accanto a sé un prelato di alto rango della Chiesa, diplomatico e ambasciatore, un noto e influente gost Radin, come suo consigliere più prossimo a corte. Alla fine della sua vita, Stefano si avvalse sia del gost Radin che del sacerdote Davide, metropolita ortodosso di Mileševa, come cappellani di corte, e il suo ciambellano, lo knez Pribislao Vukotić, era cattolico.
Quando l'herceg Stefano si riappacificò con il figlio maggiore, la moglie e la nobiltà della Zaclumia, il trattato fu suggellato in una cerimonia di fronte al djed della Chiesa bosniaca e dei suoi dodici chierici, chiamati strojnik guidati dal gost Radin, che fungevano da testimoni. Lo stesso trattato stabiliva inoltre che l'herceg non avrebbe dovuto intraprendere alcuna azione contro alcun nobile al di fuori della cerchia immediata della famiglia fino a quando i sospetti non fossero stati prima smentiti dai djed della Chiesa bosniaca, dodici strojnik, tra i quali un posto era nuovamente riservato al gost Radin.

### Ultimi anni, morte e successione

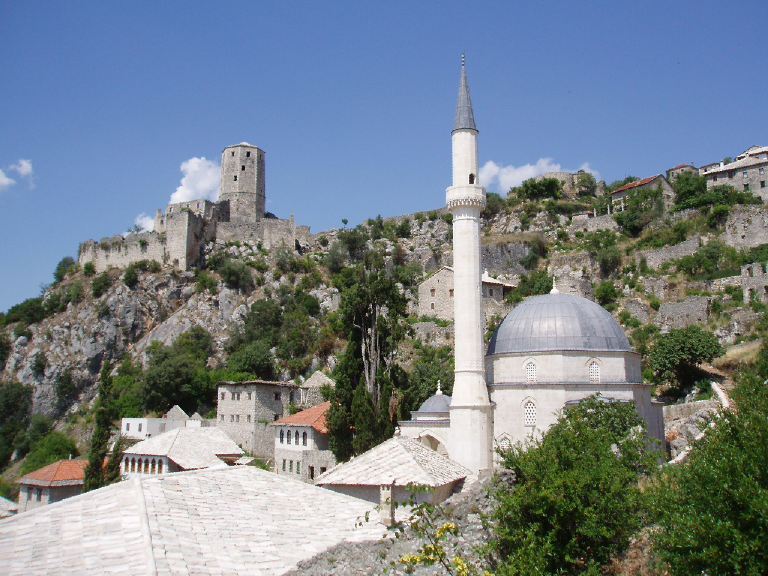
Počitelj, costruita dal re bosniaco Tvrtko I nel 1383 e menzionata per la prima volta nel 1444, cadde in mano ai turchi nel 1471

Quando avvenne la caduta della Bosnia nel 1463, l'herceg Stefano Vukčić, signore della Zaclumia, ovvero della sua provincia più meridionale, assistette per tre anni allo smantellamento del regno, convincendosi che questa crisi fosse stata dovuta al figlio maggiore Ladislao Hercegović. Subito dopo aver espugnato il cuore del regno di Bosnia nel 1463, Mahmud Pascià Angelović volse il proprio sguardo ai feudi dell'herceg e assediò Blagaj, dopodiché Stefano giunse a una tregua cedendo quanto situato a nord di Blagaj agli ottomani. Il 21 maggio 1466 a Castelnuovo, alla presenza dei suoi cortigiani più stretti convocati come testimoni, oltre che del cappellano di corte e gost Radin, del monaco Davide e dello knez Pribislao Vukotić, Stefano, ormai vecchio e allettato, dettò le sue ultime parole in un testamento. In quell'occasione, Stefano estromise Ladislao dagli eredi e affermò nei confronti di Ladislao che aveva «portato il grande turco in Bosnia, causando la morte e la distruzione di tutti noi». Il duca morì il giorno seguente.
Per la salvezza della sua anima, elargì un lascito di 10 000 ducati e Distribuì il resto del denaro ai suoi figli Vlatko e Stefano-Ahmed Pascià Hercegović, 30 000 ducati d'oro ciascuno, mentre a Ladislao, con il quale rimase in cattivi rapporti per il resto della sua vita, l'herceg non lasciò del denaro. Alla sua terza moglie Cecilia, assegnò 1 000 ducati, dei lussuosi beni in argento, delle vesti e tutto ciò che le aveva dato da quando conviveva con lui. I suoi oggetti personali più preziosi furono dati al figlio più giovane, Stefano-Ahmed Pascià. Il resto fu diviso equamente tra i suoi tre figli, e ognuno di loro avrebbe ricevuto un terzo di ciò che si trovava nel palazzo di Ragusa. Stefano-Ahmed Pascià fu il probabile preferito, in quanto egli ricevette vari beni di pregio e gli oggetti personali a lui più cari.
A Stefano successe in qualità di herceg il suo secondogenito più giovane, Vlatko Hercegović, che lottò strenuamente nel tentativo di preservare quanti più feudi possibili. Blagaj, che era nelle mani di Ladislao nel 1452 mentre era in corso la guerra tra lui e suo padre, fu la principale località di residenza dei Kosača sotto Sandalj e Stefano. La città cadde nel 1466, mentre il castello di Ključ tra Nevesinje e Gacko rimase isolato dal resto delle tutte. Le azioni di Vlatko contro gli ottomani si concentrarono principalmente attorno a questa struttura difensiva, sia pur con scarso successo. Počitelj cadde nel 1471, ma l'herceg Vlatko già nel 1470 si era reso conto che solo un cambiamento radicale nella sua politica avrebbe potuto consentirgli una certa liberazione, così perseguì e raggiunse una pace con i turchi. Nel medesimo anno, gli ottomani esclusero la Zaclumia dal sangiaccato di Bosnia e ne fondarono uno nuovo e separato, il sangiaccato di Erzegovina, collocando la capitale a Foča.

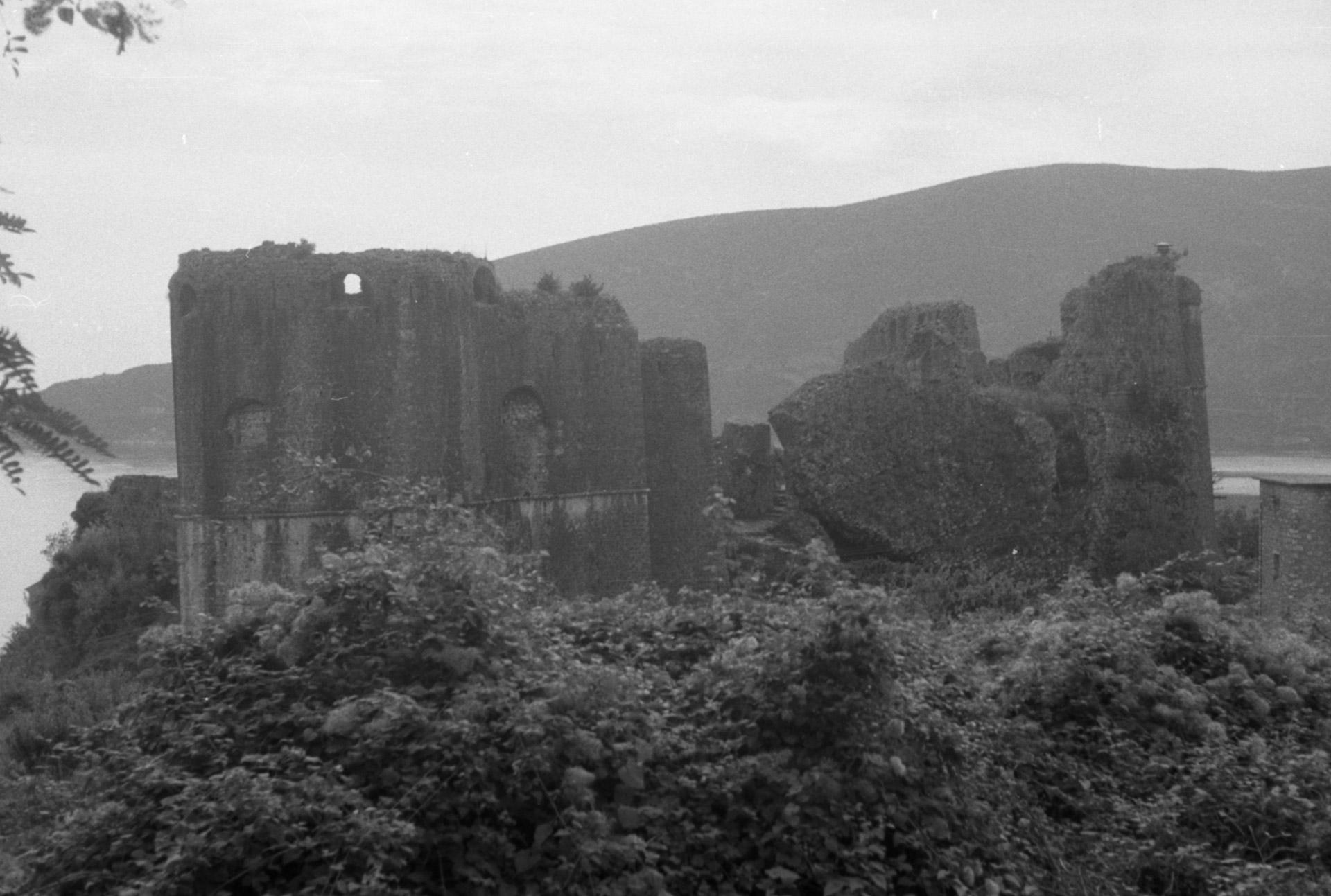
La fortezza di Castelnuovo, costruita da Tvrtko I nel 1382, divenne con il suo porto appena fondato il fulcro economico del regno. In seguito divenne sede invernale di Stefano e di suo figlio Vlatko, oltre a essere anche l'ultimo avamposto indipendente dello Stato bosniaco

I tentativi di restaurare il regno bosniaco avvennero perlopiù sotto l'egida di potenze esterne e principalmente dell'Ungheria, che la storiografia ha annoverato tra i principali responsabili della sua caduta, e si trascinarono fino al XVI secolo. Già nel 1465, i turchi insediarono Mattia Šabančić, figlio di Radivoj, come re titolare di Bosnia, mentre il re ungherese, Mattia Corvino, insediò Nicola di Ilok nella regione più vicina all'Ungheria già nel 1471. Gli ottomani reagirono nominando il pronipote di Hrvoje, Mattia Vojsalić, come nuovo re titolare. Ognuna di queste manovre, tuttavia, benché legate alla corona bosniaca non riguardarono in alcun modo dei tentativi concreti di ripristino dell'indipendenza bosniaca, in quanto né gli ottomani né i magiari ne avevano interesse. Gli unici veri resti dello Stato bosniaco indipendente coincisero con gli ultimi spicchi di terre detenute da Vlatko in Zaclumia. Trasferitosi nella sua ultima capitale Castelnuovo e dopo alcuni anni rinunciò alla sua intesa di pace con gli ottomani. Dopo il suo matrimonio nel 1474, Vlatko si riconciliò con il fratello maggiore Ladislao. Più o meno nello stesso periodo, tra la fine del 1473 e l'inizio del 1474, suo fratello minore Stefano partì alla volta di Costantinopoli, dove si convertì all'Islam con il nome di Ahmed Pascià Hercegović; negli anni seguenti, avrebbe ricoperto diverse posizioni di rilievo per quarant'anni, tra cui la più prestigiosa carica nella marina ottomana.
Poco prima della morte del sultano Maometto II, Vlatko tentò un'ulteriore avanzata nel cuore della Bosnia, ma fu abbandonato dai suoi alleati e costretto a ritirarsi con ignominia nella sua fortezza di Castelnuovo. La morte di Mehmed II spinse il nuovo sultano Bayezid II a invadere Castelnuovo, il suo porto e il restante territorio bosniaco. Nel novembre del 1481, Ajaz-Bey del sangiaccato di Erzegovina assediò Castelnuovo, ma poco prima del 14 dicembre 1481, Vlatko cessò di resistere e accettò con la controparte di trasferirsi con la sua famiglia a Costantinopoli. A quel punto l'intera Erzegovina venne riorganizzata nel già costituito sangiaccato di Erzegovina con capitale a Foča, e più tardi, nel 1580, sarebbe diventata una delle province dell'eyalet di Bosnia. Ciò comportò la scomparsa dell'ultimo rimasuglio indipendente legato allo Stato bosniaco.

## Titolatura
Nella prima metà del 1448, Stefano Vukčić, già duca di Zaclumia e granduca di Bosnia, nel tentativo di «rafforzare la sua posizione agli occhi degli ottomani», adottò il titolo di herceg e si autoproclamò «herceg della Zaclumia e della costa [adriatica], granduca di Bosnia, knez di Drina e ogni altro titolo annesso», documentato per la prima volta all'inizio del 1449. Verso la fine del 1449 o l'inizio del 1450, lo convertì in «herceg di San Sava, signore di Zaclumia, granduca di Bosnia, knez di Drina e ogni altro titolo annesso». Questo nuovo e insolito ricorso al termine herceg si doveva al nome di Sava di Serbia, il santo serbo le cui reliquie erano conservate nel monastero di Mileševa, a est della provincia di Stefano, ma non erano collegate a un suo fervore religioso. Egli rimase legato a vita alla Chiesa bosniaca.
Non è noto qualche dettaglio maggiore sulle circostanze inerenti alla nuova parte del titolo adottata. I re Tommaso Kotromanić, Federico III e Alfonso V, così come il papa, la Serenissima e gli ottomani, potrebbero tutti essersi rivolti a Stefano con il titolo di herceg. È altresì verosimile che avesse aggiunto lui stesso il titolo all'inizio di ottobre del 1448, ricevendo la conferma e il riconoscimento dai turchi. Il 17 ottobre 1448, i cittadini di Ragusa si congratularono con lui de nova dignitate cherzech acquisita (per «l'acquisizione della nuova dignità di herceg»). Alla corte ungherese, il nuovo titolo di Stefano fu accolto con toni meno lusinghieri, affermando che «se ci si può definire herceg quando i turchi ti conferiscono un titolo», allora si trattava di una carica poco prestigiosa. Le medesime considerazioni vennero mosse da Ragusa ogni volta che entrò in contrasto con il discendente dei Kosača.
Il duca Stefano non fu però il primo nobile bosniaco a fregiarsene, venendo anticipo da un altro conterraneo, Hrvoje Vukčić, che ricevette da Ladislao I di Napoli la formula di «herceg di Spalato» circa mezzo secolo prima. Pare che Stefano si fosse ispirato molto a quest'assegnazione, motivo per cui cercò di emulare l'aristocratico vissuto in precedenza ricevendolo da re Alfonso V. Questo tipo di dinamica interna bosniaca incontrò scarso o nessun interesse, sebbene nell'Europa medievale un rigido ordine gerarchico non permettesse a tale «usurpazione» di passare inosservata. La Bosnia rappresentava però un'eccezione, in quanto un atteggiamento meno critico era consueto nel contesto politico locale.
Secondo i medievalisti, la decisione aveva arrecato a Stefano notevoli benefici in termini di relazioni pubbliche. John Van Antwerp Fine Jr. ha ricordato che il suo prestigio si doveva inoltre al possesso delle reliquie di San Sava, considerate oggetti miracolosi con proprietà curative da persone di ogni credenza, e che egli dimostrò ampie capacità diplomatiche riuscendo a intrattenere rapporti proficui con il despota Đurađ (a volte rimasto unico alleato di Stefano durante la guerra civile) e gli ottomani, di cui il despota era stato vassallo. Marko Vego ha ipotizzato che Stefano, in virtù del titolo di duca di San Sava (Ducatus s. Sabbe), avesse accresciuto la sua reputazione e quella della sua famiglia sia «all'interno dello Stato bosniaco che all'estero», così come Vladimir Ćorović, che con medesime considerazioni ha concluso che Stefano pensava in questo modo di aver accresciuto il proprio rango e prestigio.
Il medievalista Sima Ćirković ha osservato che gli storici precedenti avevano criticato aspramente i rapporti di sottomissione di Stefano con i turchi, e ha sottolineato che tali rapporti costituivano la prassi per ogni signore bosniaco e balcanico dell'epoca. Ćirković ha affermato anche che Stefano trascorse i suoi ultimi anni opponendosi in maniera strenua un agli ottomani. Lo studioso ha dedotto che Stefano desiderava forse sottolineare la sua importanza presso la corte turca, ma che l'aggiunta del nuovo titolo herceg aveva poco più di un significato simbolico, poiché egli rimase per il resto della sua vita il granduca di Bosnia. Stando agli storici, l'acquisizione da parte di Stefano del titolo herceg conferì il nome a una provincia, attestandosi come una delle sue eredità durature.

## Discendenza
Di seguito, l'albero genealogico di Stefano Vukčić.
|                |                |                |                | Vuk Kosača     | Vuk Kosača     | Vuk Kosača     | Vuk Kosača     | Vuk Kosača     | Vuk Kosača     |                |                | ignoto | ignoto | ignoto               | ignoto               | ignoto               | ignoto               |                      |                      |               |               |               |               |               |               |              |              |              |              |      |      |                       |                       |                       |                       |                       |                       |  |  |            |            |            |            |            |            |
|                |                |                |                | Vuk Kosača     | Vuk Kosača     | Vuk Kosača     | Vuk Kosača     | Vuk Kosača     | Vuk Kosača     |                |                | ignoto | ignoto | ignoto               | ignoto               | ignoto               | ignoto               |                      |                      |               |               |               |               |               |               |              |              |              |              |      |      |                       |                       |                       |                       |                       |                       |  |  |            |            |            |            |            |            |
|                |                |                |                |                |                |                |                |                |                |                |                |        |        |                      |                      |                      |                      |                      |                      |               |               |               |               |               |               |              |              |              |              |      |      |                       |                       |                       |                       |                       |                       |  |  |            |            |            |            |            |            |
|                |                |                |                |                |                |                |                |                |                |                |                |        |        |                      |                      |                      |                      |                      |                      |               |               |               |               |               |               |              |              |              |              |      |      |                       |                       |                       |                       |                       |                       |  |  |            |            |            |            |            |            |
| Vlatko Vuković | Vlatko Vuković | Vlatko Vuković | Vlatko Vuković | Vlatko Vuković | Vlatko Vuković |                |                |                |                |                |                |        |        |                      |                      |                      |                      |                      |                      | Hrana Vuković | Hrana Vuković | Hrana Vuković | Hrana Vuković | Hrana Vuković | Hrana Vuković |              |              | Anka         | Anka         | Anka | Anka | Anka                  | Anka                  |                       |                       |                       |                       |  |  |            |            |            |            |            |            |
| Vlatko Vuković | Vlatko Vuković | Vlatko Vuković | Vlatko Vuković | Vlatko Vuković | Vlatko Vuković |                |                |                |                |                |                |        |        |                      |                      |                      |                      |                      |                      | Hrana Vuković | Hrana Vuković | Hrana Vuković | Hrana Vuković | Hrana Vuković | Hrana Vuković |              |              | Anka         | Anka         | Anka | Anka | Anka                  | Anka                  |                       |                       |                       |                       |  |  |            |            |            |            |            |            |
|                |                |                |                |                |                |                |                |                |                |                |                |        |        |                      |                      |                      |                      |                      |                      |               |               |               |               |               |               |              |              |              |              |      |      |                       |                       |                       |                       |                       |                       |  |  |            |            |            |            |            |            |
|                |                |                |                |                |                |                |                |                |                |                |                |        |        |                      |                      |                      |                      |                      |                      |               |               |               |               |               |               |              |              |              |              |      |      |                       |                       |                       |                       |                       |                       |  |  |            |            |            |            |            |            |
|                |                |                |                |                |                |                |                |                |                |                |                |        |        |                      |                      |                      |                      |                      |                      |               |               |               |               |               |               |              |              |              |              |      |      |                       |                       |                       |                       |                       |                       |  |  |            |            |            |            |            |            |
|                |                |                |                |                |                | Sandalj Hranić | Sandalj Hranić | Sandalj Hranić | Sandalj Hranić | Sandalj Hranić | Sandalj Hranić |        |        | Elena Caterina Elena | Elena Caterina Elena | Elena Caterina Elena | Elena Caterina Elena | Elena Caterina Elena | Elena Caterina Elena |               |               |               |               | Vukac Hranić  | Vukac Hranić  | Vukac Hranić | Vukac Hranić | Vukac Hranić | Vukac Hranić |      |      | Caterina              | Caterina              | Caterina              | Caterina              | Caterina              | Caterina              |  |  | Vuk Hranić | Vuk Hranić | Vuk Hranić | Vuk Hranić | Vuk Hranić | Vuk Hranić |
|                |                |                |                |                |                | Sandalj Hranić | Sandalj Hranić | Sandalj Hranić | Sandalj Hranić | Sandalj Hranić | Sandalj Hranić |        |        | Elena Caterina Elena | Elena Caterina Elena | Elena Caterina Elena | Elena Caterina Elena | Elena Caterina Elena | Elena Caterina Elena |               |               |               |               | Vukac Hranić  | Vukac Hranić  | Vukac Hranić | Vukac Hranić | Vukac Hranić | Vukac Hranić |      |      | Caterina              | Caterina              | Caterina              | Caterina              | Caterina              | Caterina              |  |  | Vuk Hranić | Vuk Hranić | Vuk Hranić | Vuk Hranić | Vuk Hranić | Vuk Hranić |
|                |                |                |                |                |                |                |                |                |                |                |                |        |        |                      |                      |                      |                      |                      |                      |               |               |               |               |               |               |              |              |              |              |      |      |                       |                       |                       |                       |                       |                       |  |  |            |            |            |            |            |            |
|                |                |                |                |                |                |                |                |                |                |                |                |        |        |                      |                      |                      |                      |                      |                      |               |               |               |               |               |               |              |              |              |              |      |      |                       |                       |                       |                       |                       |                       |  |  |            |            |            |            |            |            |
|                |                |                |                |                |                |                |                |                |                |                |                |        |        |                      |                      |                      |                      |                      |                      |               |               |               |               | Teodora       | Teodora       | Teodora      | Teodora      | Teodora      | Teodora      |      |      | Stefano Vukčić Kosača | Stefano Vukčić Kosača | Stefano Vukčić Kosača | Stefano Vukčić Kosača | Stefano Vukčić Kosača | Stefano Vukčić Kosača |  |  |            |            |            |            |            |            |

Stefano Vukčić si sposò per tre volte. Nel 1424, celebrò le nozze con Elena Balšić, figlia di Balša III di Zeta. Elena morì nel 1453 e, due anni dopo, sposò la principessa cattolica Barbara, «figlia dell'illustrissimo duca di Baviera» (filia illustris ducis de Payro), probabilmente figlia illegittima del duca Enrico XVI; la nobildonna spirò nel 1459. Nel 1460, Stefano sposò una donna tedesca di nome Cecilia.
Con la sua prima consorte, ebbe almeno quattro figli:
- Caterina (1424-1478), nel 1446 sposò re Tommaso di Bosnia e si convertì al cattolicesimo, abbandonando la Chiesa bosniaca;
- Ladislao Hercegović (1427 circa-1489), granduca di Bosnia, signore del Krajina,[115] sposò Kyra Ana, figlia di Giorgio Cantacuzeno nel 1455;
- Vlatko Hercegović (1428 circa-1489), herceg di San Sava, sposò una nobildonna della Puglia;
- Hersekli Ahmed Pascià (1430 circa-1515), battezzato come Stefano, era il figlio più giovane di Stefano Vukčić, che il sultano Maometto II accolse alla sua corte, divenne musulmano e si mise al servizio del sultano. Divenne gran visir e grand'ammiraglio del sultano e sposò la figlia del sultano Bayezid II, Fatima, nel 1482, da cui ebbe dei discendenti.

Con la seconda moglie Barbara, ebbe almeno due figli:
- Un figlio dal nome ignoto (1456), probabilmente morto in tenera età;
- Mara, figlia.

## Personalità

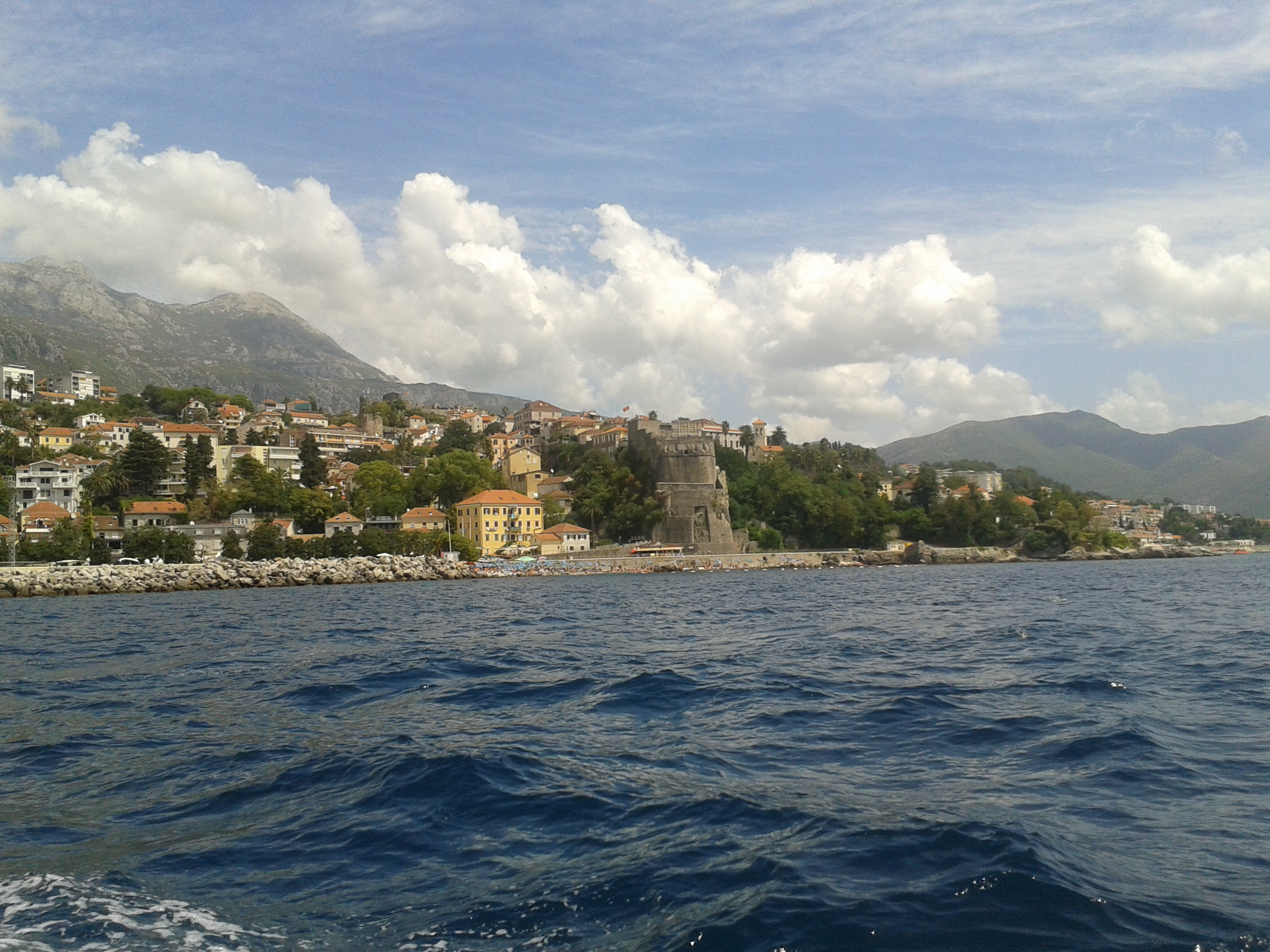
La città vecchia di Castelnuovo, in Montenegro, vista dal mare

A giudizio di Sima Ćirković, valutare le informazioni sulla personalità di Stefano Vukčić Kosača basandosi su documenti medievali non apparirebbe utile perché sono stati scritti in circostanze specifiche per soddisfare esigenze politiche ed economiche, quindi sono spesso idiosincratici e faziosi. Lo stesso discorso riguarda le ricostruzioni inerenti alla personalità di Stefano fornite da mercanti e ambasciatori di Ragusa. I resoconti redatti nel momento in cui si interfacciavano con Stefano, a seconda delle circostanze, contenevano cortesi elogi per la sua saggezza, prudenza politica, rettitudine rispettosa della legge e generosità, o feroci condanne e insulti quando il contesto lo rendeva inviso.
La scarsità di fonti non ha scoraggiato gli storici, la cui valutazione del carattere di Stefano è poco lusinghiera. Lo storico di Ragusa della prima età moderna Giacomo Di Pietro Luccari (fl. 1551-1615) descrive Stefano con evidente indignazione: «Conosceva a malapena le lettere» ed «era del tutto sopraffatto da rabbia, vino e convivenza con schiave e prostitute». La "caratterizzazione" di Stefano ha preoccupato in particolare il medievalista Lajos Thallóczy, che espresse diverse critiche severe; a suo giudizio, Stefano «avrebbe potuto essere un modello per un Machiavelli balcanico»; «è un tipico knez balcanico che può fungere da modello»; «non troviamo in lui tratti etici, nulla di simpatetico, solo un predone»; e «non ci si poteva fidare né della sua parola né della sua promessa scritta».
Le informazioni fornite da Thallóczy sono state riprese da Konstantin Jireček, il quale ha aggiunto che Stefano era un «fedele vassallo della Porta». L'autore ha parafrasato Thallóczy, definendo Stefano «astuto, capriccioso, brutale e codardo, amico del vino e delle donne, insolitamente sconsiderato nella scelta dei mezzi, ma con una spiccata capacità di percepire un cambiamento nelle circostanze politiche». Secondo Vladimir Ćorović, Stefano aveva «una volontà forte e un pessimo carattere», «forza e capacità, ma morale debole», e ha affermato che «da quando è salito al potere, ha sorpreso il mondo con la sua spietatezza, con la quale ha provocato conflitti non solo con i suoi vicini, ma persino all'interno della sua stessa famiglia».
Ćirković ha criticato queste descrizioni, in particolare quella di Thallóczy, a causa della sua «intrinseca superficialità e pretenziosità» e in quanto basata quasi interamente sulle «convinzioni ideologiche dell'autore [piuttosto] che su un attento esame della fonte». Ha inoltre ravvisato che «il ruolo storico del duca Stefano nella storiografia recente è dominato dalla condanna per aver servito i turchi», e che tali valutazioni critiche non hanno mai tenuto conto di molte circostanze. Ćirković ha aggiunto: «La caratteristica comune di tutte le valutazioni del carattere dell'herceg è che raramente si è tenuto conto di quanto le qualità di Stefano fossero solo sue, e non caratteristiche dell'intera società dell'epoca». Ćirković ha concluso: «Ribaltamenti, tradimenti e incoerenza non possono essere messi in risalto per descrivere un personaggio vissuto nella storia bosniaca del XV secolo, poiché si tratta di caratteristiche comuni a ogni signore feudale di quel tempo».

## Giudizio storiografico

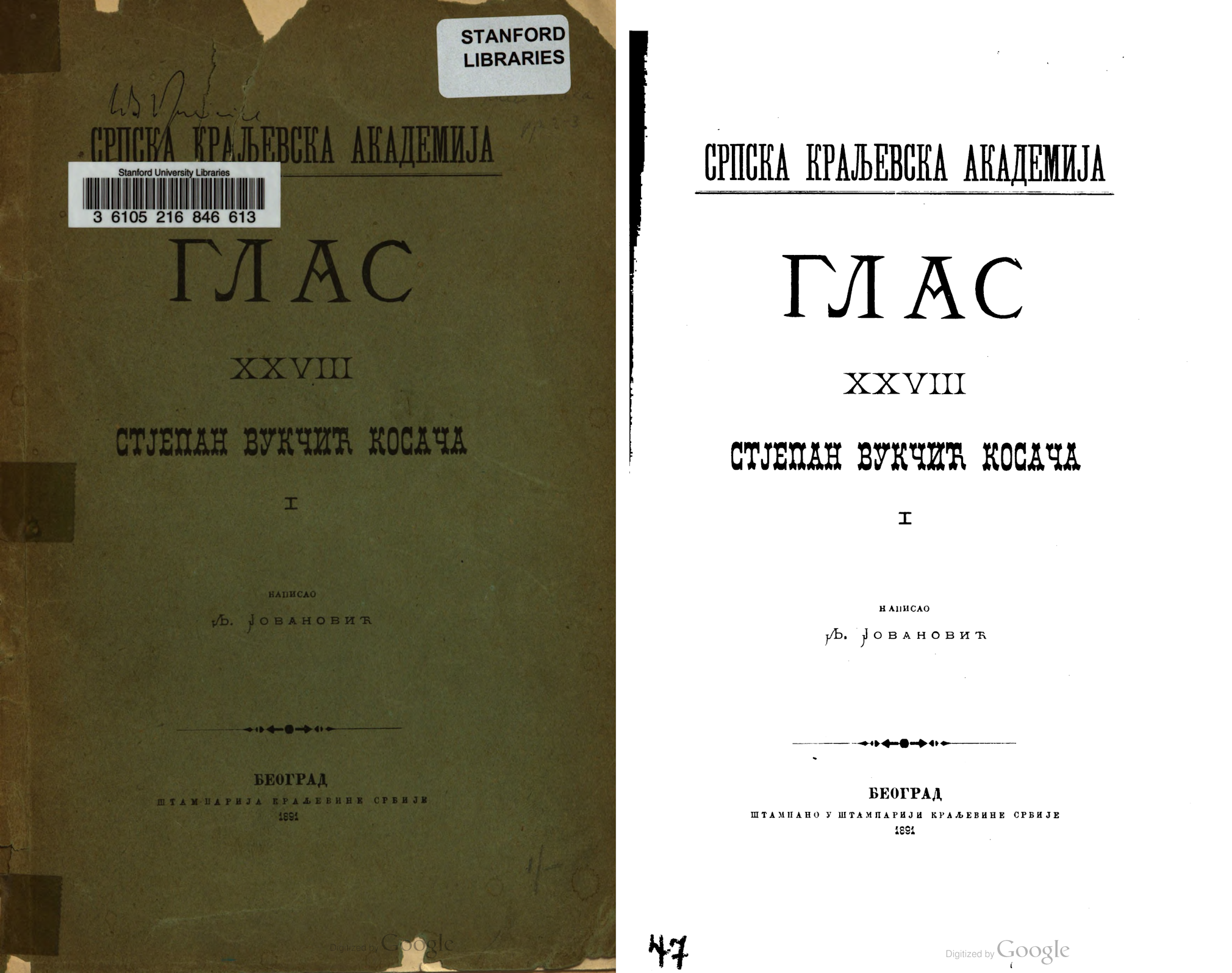
Frontespizio del testo di Ljubomir Jovanović del 1891 intitolato Stjepan Vukčić Kosača

Prima della pubblicazione della biografia storica di Sima Ćirković intitolata Herceg Stefan Vukčić-Kosača i njegovo doba ("L'herceg Stefano Kosača e il suo tempo"), e nonostante il gran numero di fonti disponibili, alla storiografia mancava una monografia critica dedicata alle vicissitudini che riguardarono Stefano utilizzando la moderna metodologia scientifica. L'archivio cittadino di Ragusa, l'Archivio di Stato di Venezia e gli archivi di altre città italiane, tra cui la Curia romana, nonché l'Archivio Generale della Corona di Aragona di Barcellona e quello di Buda, in Ungheria, custodiscono preziose informazioni sulla storia politica e diplomatica dell'epoca. Particolarmente preziose risultano le prime opere storiche di Mavro Orbini e Giacomo di Pietro Luccari sulla vita e le vicende politiche inerenti a Stefano. Questi testi furono scritti quando l'uso sistematico delle fonti d'archivio non era ancora praticato.
Alla fine del XIX secolo, Ilarion Ruvarac ha cominciato a ricostruire la storia della famiglia dei Kosača, ma le prime ricerche furono condotte qualche anno dopo da Ljubomir Jovanović, prima con La guerra del duca Stefano con Ragusa e poi con la prima opera, incompleta, Stefano Vukčić Kosača. Secondo Ćirković, le linee guida per ricostruire la biografia di Stefano si possono rintracciare nella Storia dei serbi di Konstantin Jireček, in cui menziona fugacemente Stefano, mentre la Storia della Bosnia di Vladimir Ćorović offre una panoramica più ampia, sia pur non sufficientemente completa. Nel 1964, Ćirković ha pubblicato la sua monogragia storica Herceg Stefan Vukčić-Kosača i njegovo doba, consultando gli scritti di epoca precedente e, in particolare, le ricerche di Ilarion Ruvarac, Jakov Lukarević, Lajos Thallóczy, Aleksa Ivić, Mihajlo Dinić e Vladimir Ćorović.

## Rilevanza storica

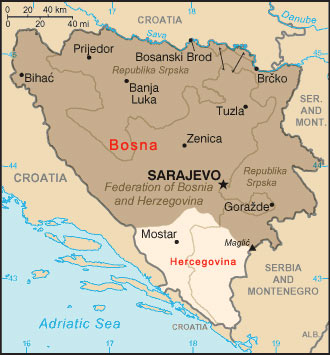
L'Erzegovina nell'odierna Bosnia ed Erzegovina

La città medievale di Castelnuovo fu fondata come fortezza in un piccolo villaggio di pescatori nel 1382 dal primo re di Bosnia Tvrtko I Kotromanić, e in origine si chiamava Sveti Stefan (Santo Stefano). Dopo la morte di Tvrtko, il duca Sandalj Hranić acquisì Sveti Stefan e, sotto di lui, la città cominciò a commerciare il sale. Alla morte di Hranić, la città passi a suo nipote Stefano Vukčić Kosača. Durante il suo dominio, il porto crebbe di importanza e divenne la località di residenza invernale di Stefano, venendo ribattezzata Herceg Novi.
Il nome "Erzegovina" costituisce l'eredità più tangibile e duratura di Stefano Vukčić Kosača; si tratta di un unicum nei Balcani di lingua serbo-croata, considerando che cioè esiste nessun altro caso di un aristocratico che, sin dagli ultimi anni della sua vita, cominciò a vivere in una regione che in precedenza si chiamava "Humska zemlja" o "Zaclumia". L'Erzegovina reca ancora oggi il nome di Bosnia ed Erzegovina nella definizione della nazione. Si tratta di un'interpretazione superficiale, poiché la comparsa del nome "Erzegovina", attestata il 1° febbraio 1454 in una lettera scritta dal comandante ottomano Esebeg da Skopje, non può essere attribuita al solo Stefano e il suo titolo non aveva un impatto così preponderante. Più rilevante risulta l'usanza ottomana di chiamare le terre di nuova acquisizione con i nomi dei loro precedenti sovrani. Pertanto, fu sufficiente per i turchi soggiogare quanto in mano a Stefano per cominciare a chiamarlo Erzegovina. Inoltre, Stefano non istituì questa provincia come unità feudale e politica dello Stato bosniaco; quell'onore toccò al granduca di Bosnia Vlatko Vuković, che lo ricevette dal re Tvrtko I; Sandalj Hranić lo estese e riaffermò la supremazia della famiglia dei Kosača.
Stefano è menzionato in un'opera di Marino Darsa, in particolare una replica nell'opera teatrale Džuho Krpeta rappresentata nel 1554 in occasione della festa di Rad Gozze e Anica Đurđević. Si tratta del manoscritto di Držić più danneggiato, conservatosi nelle stampe realizzate nel 1702 da Đuro Matijašević. La replica non indica chi lo sta dicendo, ma menziona il duca bosniaco nel passaggio Brjemena slatka i pritila hercega Stjepana ("Dolce incinta e compagna dell'herceg Stefano").